# История Великих Лук

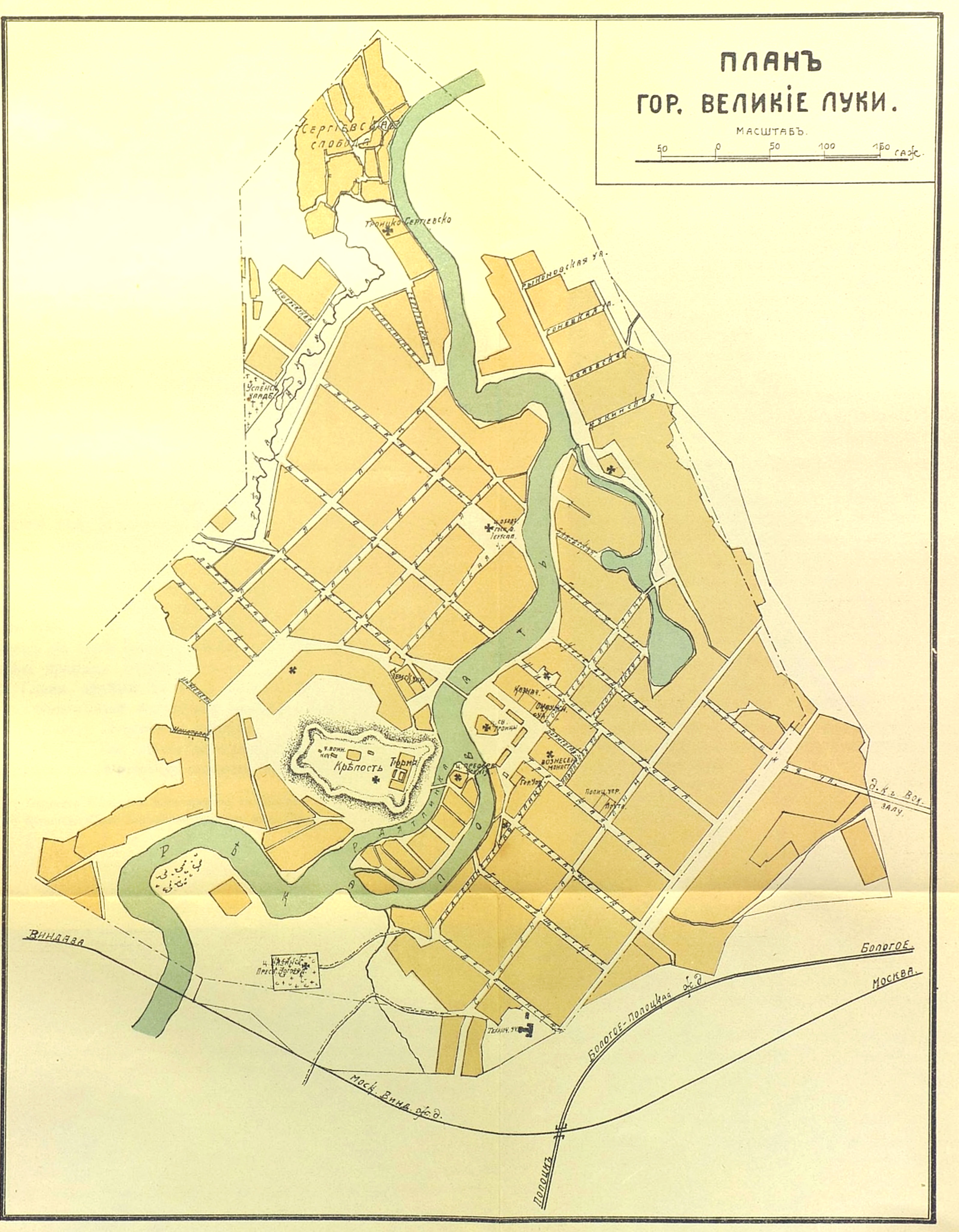
План Великих Лук в 1909 году.

Город Великие Луки известен с 1166 года. В истории России ему выпала роль опорного пункта в Западном порубежье, которую он выполнял на протяжении более чем восьми веков.
…красивый местоположением, богатый и торговый, ключ древних южных владений Новогородской ДержавыКарамзин Н. М. История государства российского
В 2016 году город Великие Луки отметил юбилейную дату — 850 лет со дня первого упоминания в летописи (1166 г.).

## Раннесредневековый период
Славянские племена кривичей появились на территории Великолукского края в I тыс. н. э. (с V—VII вв.), сменив жившие здесь до этого восточно-балтийские племена, принадлежавших к Днепро-двинской культуре железного века (до V в.). Памятниками, свидетельствующими об этом, расположенными поблизости Великих Лук, являются древнеславянские городища (деревни Васьково, Дергановское, Исаковщина, Полибино), а также неукреплённые поселения — селища с прилегающими к ним, так называемыми длинными курганами (бор Гиберта, Сенчитский бор, вокруг Колюбакской сети озёр, деревня Жигари—Стайки, комплекс Полибино). Только в Великолукском районе зафиксировано более 250 памятников археологии: 25 городищ, 37 селищ, 160 длинных курганов, 20 сопок, 6 жальничных могильников, несколько культовых камней. Об археологическом комплексе памятников «Городок на Ловати» — упоминается в публикациях: В. М. Горюновой, М. Н. Тихомирова, Г. С. Лебедева и других.
Эта местность издревле находилась на геополитическом и этнокультурном стыке между Новгородскими и Псковскими землями. В Южном Приильменье и в бассейне реки Ловати В. В. Седовым отмечен процесс ассимиляции ильменскими словенами местных кривичей псковских. Когда в первой половине IX века ильменские словене образовали с северо-западной частью кривичей и чуди раннегосударственное объединение, называемое в арабских источниках «Славия», территория вошла в состав владений Новгородской Руси.
Великолукская провинция — отнесена из восточнославянских языков к южной подзоне среднерусской культурной зоны и к средневеликорусским западным «акающим» говорам псковской группы, в пределах преобладания юго-западных диалектных зон разговорного наречия. Письменный язык — великорусский (старорусский).

«Иногда среди предполагаемых дат основания поселения на месте Великих Лук встречаются и такие: 56 год до нашей эры, 961 год и другие. В древних легендах повествуется о том, что на Луках бывал киевский князь Олег, где кудесник Изур предсказал ему смерть от своего любимого коня; в 961 году княгиня Ольга крестила лучан; князь Святослав (сын Игоря и Ольги) набирал здесь себе дружину; в XI веке Ярослав Мудрый отдыхал здесь от путешествия по великому водному пути и так далее».— Манаков А. Г., Кулаков И. С. Глава 8. В сфере влияния Великих Лук // Историческая география Псковщины (население, культура, экономика). — Москва, 1994. — С. 264.

## Период с XII — начало XVII вв

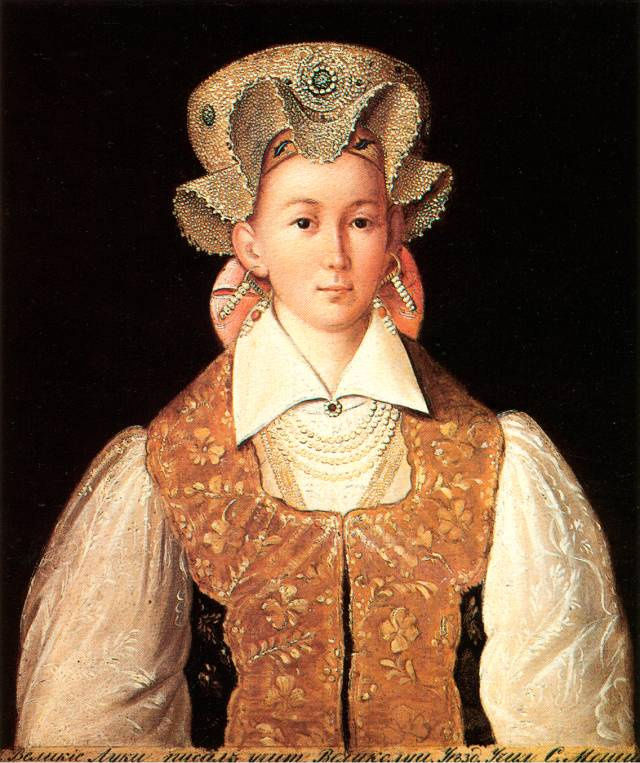
С. Мошин «Крестьянка из Великих Лук» (1863 г.)

Впервые упоминается в Новгородской летописи как город Луки на Ловати под 1166 годом, когда киевский князь Ростислав I Мстиславич прибыл сюда для переговоров с новгородскими боярами (первое поселение — городище Городок на Ловати IX—XII веков, в 3 км от современного города, на правом берегу Ловати). Историк Д. Г. Хрусталёв связывает возникновение города с его пограничным положением с Полоцким княжеством, которое в XIII веке после недолгого сопротивления немецким колонизаторам в Ливонии затем попало под зависимость от литвы.
Луки (Великие Луки) упоминаются в одной из древнейших новгородских берестяных грамот № 675 (40-е — начало 60-х годов XII века). Перевод: «От (…) к Миляте. Брат Милята! В Киеве Бог был свидетель между нами: из твоих фофудий девять выговорил я себе. Таким образом, в Луках гривен шесть… Ты утверждаешь, что пришел в Суздаль, раздав в долг…».
В берестяной грамоте № 1005 (третья четверть XII века) Великие Луки упоминаются дважды.

Известно также дошедшее легендарное предание: «…Из беглецов составилась шайка удалых разбойников — они нападали на суда, плывущие мимо, бились с дикими соседями, воевали с новгородцами. Между этими витязями особенно отличался наездничеством и богатырством Лука — муж великий и дородный. Тесно ему стало между удалыми холмитянами, и он, собрав своих молодцов, переселился за 70 верст вверх по Ловати. Между высокими холмами, где ныне город Луки, свил себе гнездо лихой ястреб. Отсюда, как стая хищных птиц, налетала его дружина на соседей, кривичей, новгородцев, полочан, литовцев, чудь, — не было пощады и прежним землякам холмитянам».— Семевский М. И. Историко-этнографические заметки о Великих Луках и Великолукском уезде. СПб., 1857. С. 4—5
Сын новгородского князя Ярослава Владимировича, Изяслав Ярославич, был послан отцом в 1197 году княжить в Луки, НПЛ старшего извода пишет: «Изяслав бяше (был) посажен на Луках княжити и от Литвы оплечье Новгороду…». Первое летописное известие на 1198 год о наличии в Луках укрепленного места: «…На ту же осень придоша полочяне с Литвою на Лукы и пожьгоша хоромы, а лучяне устерегошася и избыша в город».
В 1200 году лучане самостоятельно совершили военный поход на леттов, выступив участниками борьбы за власть в прибалтийских землях.
С XII века в составе Новгородской республики, но отличие от других новгородских земель сохранилось вплоть до XV века, когда были образованы податные единицы — пятины; Великие Луки, как и Ржева Пустая, не вошли ни в одну из пятин.

«Особое положение Лук в составе Новгородской земли обеспечивалось рядом обстоятельств: крепкие экономические позиции города, особенности его географического положения (труднодоступность с севера и юго-запада из-за болот, озёр и непроходимых лесов — с одной стороны, близость к границе — с другой) и этнические связи с Псковом (одна и та же группа славян — кривичи). Помня последнее, лучане говорили: Душа на Великой, сердце на Волхове».— Манаков А. Г., Кулаков И. С. Глава 8. В сфере влияния Великих Лук // Историческая география Псковщины (население, культура, экономика). — Москва, 1994. — С. 264-265.
В 1210 году новгородский посадник Дмитрий Якунич прибыл в Луки с новгородцами для строительства укреплений первой крепости. Тогда же Мстислав Мстиславич Удатный, в то время будучи князем Новгородским, назначил своего младшего брата Владимира Мстиславича на княжение в Великие Луки (сохранив титул «Псковский») — ставшего одним из первых, после Изяслава, прославившихся подвигами князей Великолукских.
Крепость теперь имела очень важное стратегическое значение как надежный форпост обороны новгородской границы от литвы и суздальцев. Лучане не раз с новгородцами и псковичами дают отпор и совершают походы на Литву (знаменитая битва при деревне Ходыни на Ловати). С самого начала своего существования Великие Луки географически оказались на стыке между Новгородским, Псковским и Полоцким княжествами, и поэтому город был постоянно втянут в междоусобную княжескую борьбу и борьбу с литовцами. За период XII—XV вв. ратникам-великолучанам пришлось участвовать в 56 сражениях на стороне Новгорода, оправдывая тем самым слова летописи, «от Литвы оплечье Новгороду».
Отсюда открывалась дорога к Смоленску и Пскову, а через Торопец на верхнюю Волгу, Тверь и саму Москву. Недаром за воинские заслуги город также называли и «предсердием Москвы», — он исполнял роль сторожевого Западного пункта Российского государства… Часто разорялся, горел, но потом вновь восстанавливался из руин, сохраняя при этом своё имя. Весь XIII век ратники Лук не раз участвовали в походах и сражениях, в том числе и в знаменитом Ледовом побоище на Чудском озере в апреле 1242 года, и в битве на Жижицком озере в 1245 году.
Со временем город становится не только военной крепостью, но и значительным торговым городом: удобным перевалочным центром, оказавшись на бойкой торговой дороге между Новгородом и Ганзой. Входил в состав Ганзейского союза. Вероятно, по мнению краеведа В. В. Орлова, также имел и своё особое управление — в одной из городских башен, Воскресенской, висел вечевой колокол.
В 1406 году Луки обрели титул «Великих». С начала XV века, когда они были захвачены Витовтом (1405), по договору Новгорода с Литвой — Русь и Литва владела городом совместно («а на Луках наш тиун, а ваш другии: суд им напол»). В 1478 году, когда Иван III взял Новгород, Великие Луки, как и вся Новгородская земля, подчинены Московскому княжеству.

Оболенский-Лыко Иван Владимирович в 1478 участвовал в Новгородском походе, а после покорения Новгорода Великого был назначен наместником в Великие Луки, но начал так притеснять и беззастенчиво грабить его жителей, что те стали разбегаться, в том числе в Тверское княжество, за границу, в Литву и прочее, а некоторые написали жалобу великому князю. <…> Но бывший наместник тогда решил, не отдавая долгов, перейти на службу, уйдя от Ивана III к князю Борису Васильевичу, пользуясь старой боярской привилегией свободы службы. Иван III, однако, больше не признавал этого принципа и приказал своим людям силой захватить Оболенского в его вотчине и в оковах доставить в Москву на суд, что и было исполнено. <…> Иван III нарядил суд, и Оболенскому-Лыко пришлось выплачивать обиженным всё, что взял у них неправдой.— Оболенский князь Иван Владимирович Лыко // Русский биографический словарь: В 25 т. / под наблюдением А. А. Половцова. — СПб.: 1896—1918.; См. также Г. В. Вернадский Россия в средние века. Глава IV, п. 1. ПСРЛ, 6, 222.
В 1480 году Великие Луки были взяты и разорены восставшими братьями Ивана III, боровшимися за сохранение своих удельных прав. На время они сделали Великие Луки своей основной базой и обратились отсюда за поддержкой к великому князю литовскому. Однако, не найдя ожидаемой поддержки ни от него, ни в русских землях, в итоге примирились со старшим братом и помогли ему во время стояния на Угре.
К концу XV столетия Великие Луки вошли в единую оборонную линию русских крепостей между Смоленском и Псковом и стали важным центром сбора русских войск. В 1493 году «повелением великого князя Ивана Васильевича, поставиша град древян на Луках на Великих по старой основе». Во время начального этапа Ливонской войны здесь находилась ставка Ивана Грозного (с 1558 г). С 1563 года Великие Луки, наряду со Смоленском, являлись сборным пунктом русских войск для похода на Полоцк. В XVI—XVII веке существовала стрелецкая слобода.
В июле 1566 года началось моровое поветрие в Новгородской Шелонской пятине, а через месяц… и в Невеле, Великих ЛукахКарамзин Н. М. История государства российского
К середине XVI века в городе насчитывалось более 1500 дворов, из которых около 300 — находилось на территории торгово-ремесленного посада. В 1565 году после разделения царём Иваном Грозным Русского государства на опричнину и земщину город вошёл в состав последней.
Папский нунций в Речи Посполитой в 1563—1565 годах кардинал Коммендоне в своих письмах называл Луки того времени одним из самых крепких городов Московии, наряду с Новгородом Великим, Псковом и Торопцем. По сведениям некоторых участников осады в августе-сентябре 1580 г., по своим размерам превосходил Вильну не менее чем в два раза; в то время город насчитывал пять тысяч домов и сорок церквей.
«…На Русь пошёл, на три города,

На три города, на три стольные:

На первый на город — на Полотский,

На другой-то на город — на Великие Луки,

На третий — на батюшку на Опсков град».
В результате осады Великих Лук 1580 года Великолукская крепость была взята польско-литовскими войсками короля Стефана Батория. Однако в первом сражении русские ратники нанесли серьёзное поражение польскому войску. В ходе боя противник потерял около 10 тысяч человек, было захвачено королевское знамя, а сам Баторий чуть не попал в плен. Великолучане защищались до последнего воина, и тем самым помогли Пскову, куда Баторий отправился после Великих Лук. В 1583 г. по Ям-Запольскому миру город был возвращен России.

«…Учинили позорное и великое убийство. Они не обращали ни на кого внимания и убивали как старых так и молодых, женщин и детей… Все заняты были убийствами и грабежом, так что никто не тушил пожар. Огонь охватил всю крепость и спасать более было нечего. Когда огонь дошел до пороха, то погибло разом 200 человек; 36 пушек сгорело и несколько сот гаковниц, несколько тысяч ружей и других ценных вещей; денег, серебра и шуб весьма много, так что мало досталось, кроме разве платья и денег, взятых с убитых».— Дневник осады и взятия Велижа, Великих Лук и Заволочья с 1-го августа по 25 ноября 1580 г., веденный Лукою Дзялынским, старостою Ковальским и Бродницким // Дневники второго похода Стефана Батория на Россию (1580 г). — М., 1897.
В Смутное время город вновь оказался в зоне боевых действий. В начале XVII века город занимали войска Лжедмитрия I, затем Лжедмитрия II, в феврале 1609 года освобождены М. Скопиным-Шуйским. Совершались набеги отрядов пана А. Просовецкого, донских казаков во главе с полковником А. Лисовским, Г. Валуева. По сообщению псковских летописей за 1610 год отмечалось, что уроженец великолукской земли воевода Григорий Леонтьевич Валуев с отрядом «пришел от короля из-под Смоленска, Литвы и детей боярских русских собрав; и пришед в нощи искрадом, Луки Великие высек, многое множество православных християн, и выжег»; в память о нём дошла пословица: «Кому от чужих, а нам от своих». Далее «Бельский летописец» пишет: «…О луцком взятье. Того же года посылал из Торопца князь Семен Васильевич Прозоровский под Луки Великие на литовских людей товарища своего князя Семена Гагарина с ратными людьми разных городов. И князь Семен Гагарин пришел под Луки Великие изгоном, и Луки Великие город взял… и Луки Великие выжгли. И русские люди с Лук Великих разошлись по городам Московского государства, а Луки Великие покинуты пусты и без остатков». В 1611 году город совершенно разрушен. По описанию очевидца «на месте Великих Лук было тогда обширное пепелище; кое-где виднелись развалины домов, обвалившиеся валы крепости, обожжённые колокольни и церкви».
С 1619 года велись работы по восстановлению военно-оборонительных сооружений на левом берегу реки Ловать, в которых участвовали присланные в город по указу царя Михаила Федоровича казаки (потомков которых называли «казачьими недорослями»), уездные крестьяне и прочие, руководил организацией работ воевода Г. Кокорев. Они снова построили деревянные рубленые стены длиною 528 саженей с 9 глухими и 2 проезжими башнями. В 1627 году стольник В. А. Измайлов составил смету на строительство укреплений в Луках Великих, «как городу новому быть и острогу». Для строительства крепости-острога был послан князь Ф. А. Елецкий.
В Смоленской войне 1632—1634 гг. участвовали и великолучане — велено было воеводам «дворян и детей боярских и казаков… лучших людей» послать под Смоленск. Великолучане участвовали в битве под Невелем, закончившейся победой русских. На следующий год лучане отбили поход литовцев под Себеж.
Данные приправочных книг 1619/1620 и 1622/1623 гг. свидетельствуют, что к середине XVII века в городе оставалось всего 217 дворов. По сведениям переписной книги 1627 года, насчитывалось уже 758 дворов, в том числе в посаде находилось 98 дворов, в которых проживали 104 дворовладельца. С 1646/47 г. посад к тому времени увеличился до 180 дворов, в которых было учтено 524 дворовладельца.
Народное восстание 1650 года, охватившее Новгородскую и Псковскую земли, затронуло и Великолукский край. Так, 4 августа 1650 года митрополит Новгородский и Великолуцкий Никон писал царю: «…А твоя государева вотчина около Пскова, и в Новгородском уезде в Шелонской и в Вотцкой пятинах, и в Луцком уезде, и в Пустой Ржеве многие люди, дворяне и дети боярские и их жены и дети посечены, и животы (имущество — Прим.) их пограблены и села и деревни пожжены, а иные дворяне, и дети боярские, и стрельцы, и казаки, и всяких чинов люди на твоей государевой службе подо Псковом и по дорогам от псковских воров побиты. <…> И твоя государева вотчина пустеет, и посадские людишки и крестьянишки бредут врознь».
По переписи 1678 года на посаде оказалось всего 137 дворов с 335 дворовладельцами. Однако значительная часть, около 60-70 %, всего населения — это были служилые люди, пушкари, стрельцы, казаки.
В грамотах упоминались существующие монастыри: Великолукский Троицкий-Сергиев мужской монастырь (ранее XVI в.); Великолукский Вознесенский женский монастырь (1675 г.); Морипчельский Успенский мужской монастырь (до 1611 г.); Великолукский Введенский женский монастырь (до 1611 г.); Великолукский Ильинский мужской монастырь (до 1611 г.); Кулебацкий Успенский мужской монастырь (1686 г.); Рышков мужской монастырь (1695 г.).

## Период конец XVII — начало XX вв

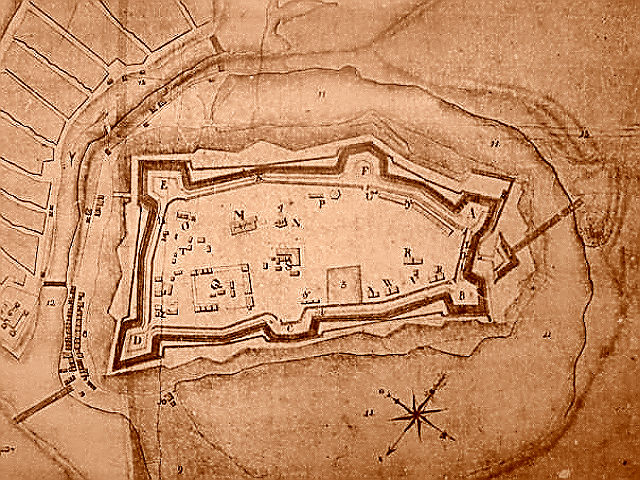
План Великолуцкой крепости (60-е годы XVIII в.)

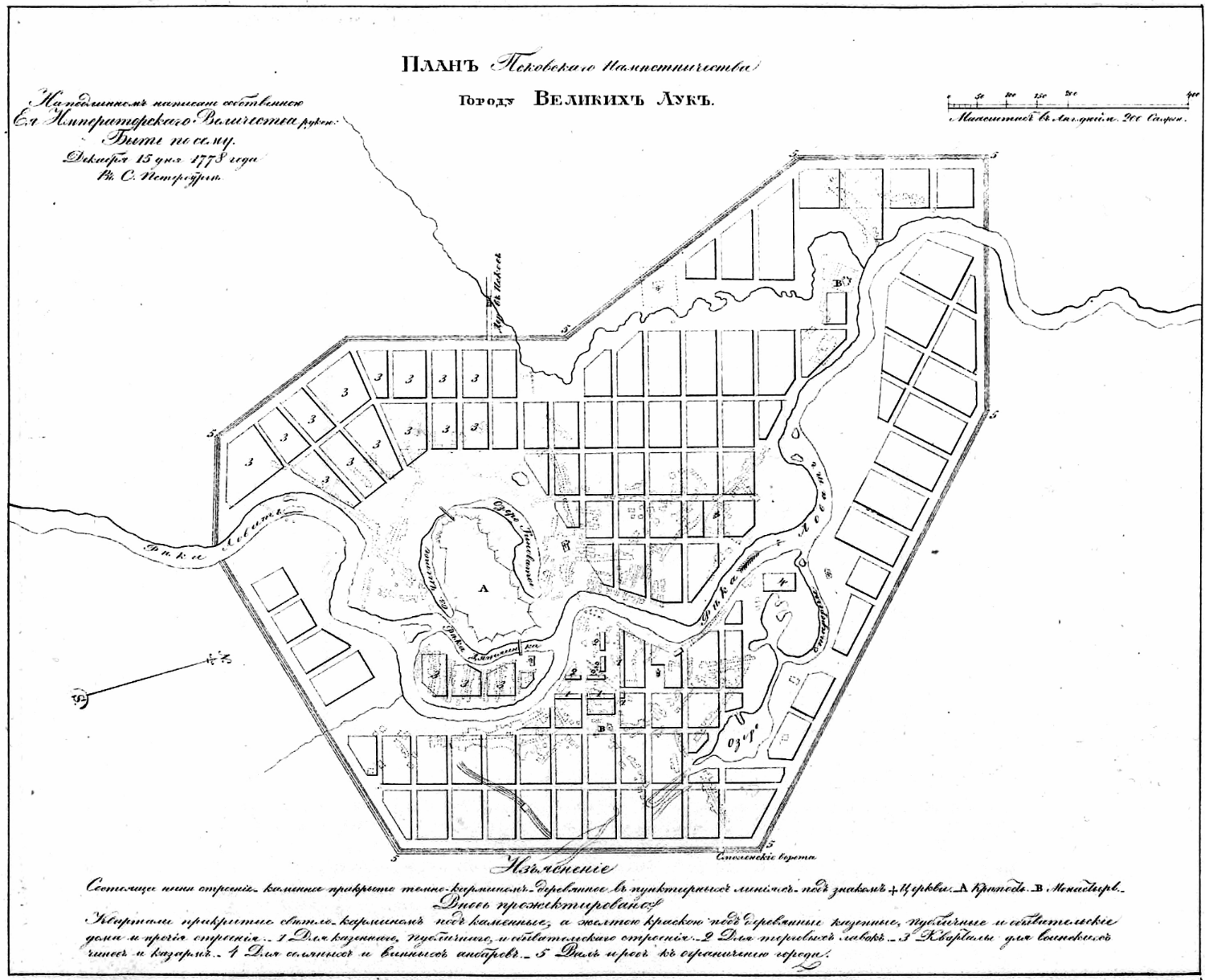
План Псковского наместничества городу Великих Лук 1778 года

Город в разное время посещали многие исторические деятели: царь Иван IV Грозный, неоднократно бывали император Пётр I Великий, императрица Екатерина II Великая, императоры Александр I и Николай I, последняя российская императрица Александра Фёдоровна.
В Москве, в Кремлёвском Георгиевском зале, среди названий прославленных воинских частей и имен Георгиевских кавалеров, — упомянут 12-й пехотный Великолукский полк (образованный 17 января 1711 года).
В 1724 году Пётр I подписал указ об объявлении Великих Лук портовым городом. В Великих Луках была построена речная пристань, и это непосредственно сказалось на развитии торговли[уточнить].
По приказу царя Петра I по чертежам известного математика Л. Ф. Магницкого была построена новая Великолукская крепость. С 1727 года центр Великолукской провинции Новгородской губернии.
6 июня 1758 года открылось Духовное училище.
В 1772 году (после первого раздела Польши, из вновь присоединённых земель) была создана Псковская губерния (центром губернии был город Опочка), в неё были включены две провинции Новгородской губернии — Псковская и Великолуцкая. В XVIII веке через город прошёл Белорусский государственный тракт[уточнить].
В период Отечественной войны 1812 года Великие Луки — крупная тыловая база русских войск, прикрывающая подступы к Санкт-Петербургу и Пскову. Сформированные в городе части народного ополчения героически проявили себя в сражении за освобождение Полоцка. Ополченцы первыми ворвались в город, где укрепилась 30-тысячная французская армия маршала Сен-Сира и, как доносил П. Х. Витгенштейн, они «дрались с таким отчаянием и неустрашимостью, что ни в чём не отставали от своих товарищей — старых солдат, а тем паче отлично действовали колоннами на штыках». 8 (20) июля 1812 в Великих Луках Н. П. Румянцев и Ф. Сеа Бермудес подписали Российско-испанский союзный договор.

### Промышленность в XVIII — начале XIX вв.

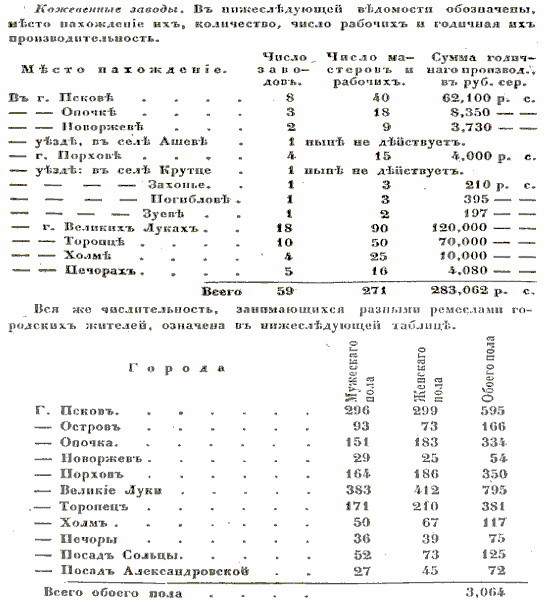
К середине XIX в. Великие Луки развивался как ремесленный и кожевенный центр. Сравнительные таблицы по городам Псковской губернии на 1852 год: 1) Численность ремесленников; 2) Число кожевенных заводов.

Традиционной отраслью промышленности XIX века была кожевенная: 55 % кожевенной продукции по Псковской губернии давал Торопец, 25 % — Великие Луки, 20 % — Псков. В 1846 г. работали 6 щетинных заводов в Великих Луках.
По сведениям «Топографических известий» в Великих Луках в 60-е гг. XVIII в. находился 671 купец. По подсчетам В. Н. Яковцевского в Великих Луках в это время насчитывалось 643 купца, 24 из которых были 1-й гильдии, 39 — 2-й и 580 — 3-й. По данным М. Я. Волкова в 1722—1726 гг. из 14 кожевенных предприятий 4 были купеческими. В Великих Луках на занятии торговлей в 1788 г. специализировалось 107 человек, на производстве — 81 человек (из них 39, то есть 48 %, были связаны с кожевенным производством). Массовым потребителем продукции этого промысла на рубеже XVII—XVIII вв. были служилые люди, значительный контингент которых располагался в городе. В 60-е гг. XVIII в. великолукское купечество обеспечивало («покупало и подряжало») как проходящие армейские полки и команды, так и местный пограничный батальон и артиллерийскую команду. В XVII в. великолукские купцы были одними из основных покупателей соли в Старой Руссе. И уже в 40—50-е гг. XVIII в. в город вывозилось от 9 до 41,5 тыс. пудов соли. В «Ведомостях» за 1797—1803 гг. отмечен один великолукский завод, на котором в разные годы работало от 40 до 93 рабочих, при среднем по России — 5—7 работников на предприятие. На нём могло быть выпущено продукции на 3—7 тыс. рублей. На заводах купцов 2-й гильдии было задействовано от 5 до 15 человек, а «когда требовалось, то и больше». Крупными считались заводы 60 саженей в «длинину» и 40 саженей в «поперечник». Такими владели великолукские купцы Сергей Ломакин, Василей Невлянинов, Авраам Попов, Василей Лукашов и Яков Мошин. Размеры завода Макария Невлянинова — 60 на 30 саженей (то есть 129,6 на 64,8 м).

### О торговле по реке Ловати
Из описания старинного торгового водного пути: «…Из Великих Лук по реке Ловати ходят суда-водовики до Новгорода и Санкт-Петербурга, в которых весною грузу бывает по 400 пуд и более, а в межень по 200 пуд и менее. На оных отправляются от здешних купцов юфть, лен, пенька, а от помещиков разный запас и хлеб. В вышеупомянутых порогах во время прохода судов с товарами весною, а особливо в межень, от мелководья и от множества камней бывают немалые остановки и приключаются многие повреждения судам, и товарам подмочка. Порожние суда назад не возвращаются. В пригороде Холму нагружаются суда товарами от Торопецких купцов».
По ней постоянно сплавляли лес. И в Рябиках (ныне часть Великих Лук), на так называемом «сплаву», находился лесопильный завод великолукского купца В. А. Вяземского.

### О местном помещичьем хозяйстве
В Псковской губернии, накануне реформы от 19 февраля 1861 г., отчетливо выделялась группа юго-восточных уездов с резким преобладанием барщины: в Великолукском уезде процент оброчных крестьян достигает 91,6 %. Причем дореформенные наделы крестьян здесь были наименьшими в губернии (на 14,5 % меньше среднегубернского уровня, то есть 4,3 десятин на душу). После отмены крепостного права великолукские помещики сохранили за собой 58 % всей земли. В связи с низкими урожаями, крестьяне вынуждены были арендовать землю у своих бывших господ на самых кабальных условиях. Доктор Л. А. Маровский, обследовавший Великолукский уезд в 1870 году, писал: «Крестьяне в домах, многие уже с масленицы, не едят хлеба. Да и тот хлеб, что ели они, был ржаной с мякиной, кострой и песком от жерновов, высеченных из песчаных камней. Такой хлеб хрустит на зубах, и я часто видел у крестьян стертые, как бы опиленные зубы. Но весной крестьяне и этого хлеба не знают и не бывают никогда сыты. Вместо хлеба они едят лепешки из корней водяного подорожника». Сохранилась таблица конца XIX века о незначительном количестве скота на одну ревизскую душу по Великолукскому уезду: лошадей — 0,7; крупного рогатого скота — 0,9; свиней — 0,3; овец — 0,4; коз — 0,2.

«Ранее упоминалось уже о свирепости и бесшабашности здешних помещиков в конце прошлого века. Образчиком которых служил Григорий Михельсон, недоросль, ещё в 1800 годах сделал все возможное для крушения благосостояния, оставленного отцом; помещик самых диких свойств, он совершал набеги на Великие Луки и Невель, причем пускал в ход даже дарованные отцу пушки; тучею носились по улицам городов михельсоновцы; купцы запирали лавки, женщины скрывали детей и прятались сами, так как не было суда и расправы над именитым баричем. Таких людей здесь было много, и архивные дела хранят множество дел возмутительнейшего свойства… Десять лет, лютый помещик Алексей Орлов, безнаказанно грабил соседа своего Василевского. Отбивал у него скот, увозил рожь, хватал и насиловал девушек; тщетно Василевский искал суда, Орлов сек заезжавшего к нему для допроса исправника, и то побоями, то подачками замазывал рты корыстолюбивым подьячим. Случайно сошлись они на молитве в церкви Св. Троицы; „Не молись“, — говорил Алексей Орлов, гордо сидевший на стуле у левого клироса, стоявшему на коленях и молившемуся Василевскому, — „Не молись иконе, а помолись мне: захочу — помилую, захочу — сгублю“, и народ затрепетал, услышав кощунство… В то время, когда помещик Григорий Савоскеев, поколотивший в 1760 году секунд-майора Лаврова, в 1765 душит и нещадно дерет за волосы бургомистра городового магистрата и выбивает в его доме все оконные стекла, известный уже нам секунд-майор Лавров, пылая злобою и отуманенный винными парами, собрав дворовых людей своих, всего до 100 человек, с дубьем и рогатинами делает набег на имение жены Савоскеева, ругает последнюю, бьет её по щекам немилосердно, приказывая челяди грабить село и бить всякого противящегося смертным боем. Избитая, полунагая помещица, бежит в соседнее имение версты за три, а победитель, нагрузив несколько возов пожитками соседки, везет их к себе как трофеи победы, присоединив к ним баб и девок Савоскеевских — яко пленных».— Случевский К. К. Великие Луки // По Северо-Западу России. Т. 2: По Западу России. 2-е изд. СПб., 1897. С. 262, 267; Семевский М. И. Историко-этнографические заметки о Великих Луках и Великолукском уезде. СПб., 1857. С. 132-136.
| 64/76; 109/107      | 121/149; 10/35; — | 3/3; 285/275; 1597/2081 | 54/57; 23/13; 28/29               | 278/58; 24/16; 247/112; 64/34      | 1/2 | 38/17   | 2946/3064   |
| Великолукский уезд: |                   |                         |                                   |                                    |     |         |             |
| 356/395; 24/25      | 386/507; — ; 2/2  | — ; 93/89; 440/453      | 9685/1081; 22133/23200; 1366/1499 | 706/345; 542/343; 468/557; 457/593 | 4/4 | 292/237 | 36954/39071 |

| Частная земельная собственность Великолукского уезда в 1905 году по главным категориям | Частная земельная собственность Великолукского уезда в 1905 году по главным категориям | Частная земельная собственность Великолукского уезда в 1905 году по главным категориям | Частная земельная собственность Великолукского уезда в 1905 году по главным категориям | Частная земельная собственность Великолукского уезда в 1905 году по главным категориям | Частная земельная собственность Великолукского уезда в 1905 году по главным категориям | Частная земельная собственность Великолукского уезда в 1905 году по главным категориям | Частная земельная собственность Великолукского уезда в 1905 году по главным категориям |
| Категории                                                                              | Число владений (десятин)                                                               | Количество земли (десятин)                                                             | Средний размер владения (десятин)                                                      | От общей площади (процент)                                                             | Мелкие землевладения до 100 дес. (% от общего числа)                                   | Средние землевладения от 100 — до 1000 дес. (% от общего числа)                        | Крупные землевладения свыше 1000 дес. (% от общего числа)                              |
| -------------------------------------------------------------------------------------- | -------------------------------------------------------------------------------------- | -------------------------------------------------------------------------------------- | -------------------------------------------------------------------------------------- | -------------------------------------------------------------------------------------- | -------------------------------------------------------------------------------------- | -------------------------------------------------------------------------------------- | -------------------------------------------------------------------------------------- |
| Дворяне:                                                                               | 245                                                                                    | 62,950                                                                                 | 256,9                                                                                  | 16 %                                                                                   | 6,9 %                                                                                  | 58,8 %                                                                                 | 34,3 %                                                                                 |
| Духовные лица:                                                                         | 11                                                                                     | 182                                                                                    | 16,5                                                                                   | 0,0 %                                                                                  | 100 %                                                                                  | -                                                                                      | -                                                                                      |
| Купцы и почетные граждане:                                                             | 85                                                                                     | 29,364                                                                                 | 345,5                                                                                  | 7,4 %                                                                                  | 5,7 %                                                                                  | 35,6 %                                                                                 | 58,7 %                                                                                 |
| Мещане:                                                                                | 483                                                                                    | 20,333                                                                                 | 42,1                                                                                   | 5,2 %                                                                                  | 50,6 %                                                                                 | 43,0 %                                                                                 | 6,4 %                                                                                  |
| Земли крестьян приобретенные:                                                          | 3,480                                                                                  | 92,390                                                                                 | 26,5                                                                                   | 23,4 %                                                                                 | 67,31 %                                                                                | 32,7 %                                                                                 | -                                                                                      |
| Земли крестьян надельные:                                                              | 16,882                                                                                 | 140,288                                                                                | 8,3                                                                                    |                                                                                        |                                                                                        |                                                                                        |                                                                                        |
| Прочие:                                                                                | 74                                                                                     | 8,539                                                                                  | 115,4                                                                                  | 2,2 %                                                                                  | 37,4 %                                                                                 | 43,0 %                                                                                 | 19,6 %                                                                                 |
| Иностранные подданные:                                                                 | 3                                                                                      | 244                                                                                    | 81,3                                                                                   | 0,1 %                                                                                  | 36,1 %                                                                                 | 63,9 %                                                                                 | -                                                                                      |
| Общества крестьянские:                                                                 | 21                                                                                     | 1,862                                                                                  | 88,7                                                                                   | 0,5 %                                                                                  |                                                                                        |                                                                                        |                                                                                        |
| Товарищества крестьянские:                                                             | 267                                                                                    | 14,705                                                                                 | 55,1                                                                                   | 3,7 %                                                                                  |                                                                                        |                                                                                        |                                                                                        |

### Традиционный костюм

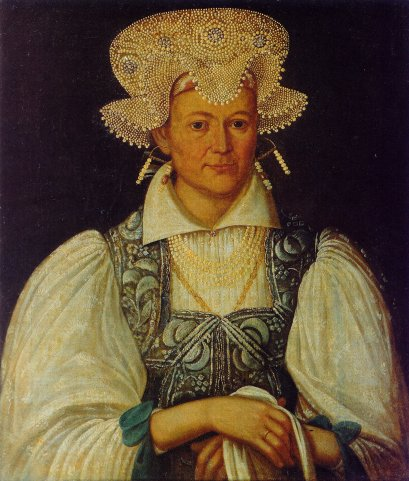
А. Г. Клюквин. Портрет великолучанки в традиционном кокошнике с рясками. 30-40-е гг. XIX века.

В Великолукской земле был зафиксирован женский глухой косоклинный сарафан (или ферязь) с ложными рукавами, во время работы их завязывали за спиной. Обычно шился из синего домотканого холста или из набойки. Женские рубахи были двух типов — с поликами и без поликов. Шились из белого холста и украшались вышивками, выполненными красными и черными нитками, обычно, крестом (или также тамбурным швом). Вышивка делалась по поликам, вороту и манжетам. Применялся как геометрический, так и растительный орнамент.
В Великолукском краеведческом музее (Инв. № ИК 2450, длина 123 см, конец XIX в.) сохранился домотканый сарафан с «грудинкой», сшитый вручную из набивного холста синего цвета, на фоне которого желтые кружки с точками, зигзаги и кольца зелёного цвета. Состоящий из шести прямых полотнищ. «Грудинка» и проймы обшиты полосой красного цвета. Спереди застегивается на одну пуговицу.
«…В городах Торопце и Великих Луках, до сего времени, сохраняются в женском костюме свои особые наряды, совершенно чуждые другим городам губернии; эти головные уборы, обыкновенно дорогие, усыпанные жемчугом и драгоценными камнями, переходя из рода в род, служат праздничным убором горожанок». Декоративными головными уборами жительниц Великих Лук (XVIII—XIX вв.) — служили повойники или кокошники. Кокошники делали из картона, обтягивали парчой и расшивали жемчугом. Они представляли собой цилиндрические головные уборы «в виде плоскодонной круглой шляпы», «полями» которой служили четыре жемчужных «забора» или «ряски» — поднизи (само название «ряска» здесь распространилось с поднизи на весь кокошник). Чтобы жемчужные ряски топорщились, как «поля», жемчуг нанизывали на конский волос. Волосы под кокошниками скрывал шёлковый платок, от которого до шеи спускался жемчужный позатылень (отсутствовавшие у девичьего головного убора: «коса, убранная в ленты, из-под шляпы ниспадала на спину»). Аналогичные великолукским головным уборам зафиксированы и к северу-востоку, в Новгородской губернии (см. старорусский головной убор).

### Храмы и монастыри, существовавшие на конец XIX в.
| Названия городов, погостов и сел; название церкви; год постройки церкви |
| --- |
| - Город Великие Луки: Успенская церковь (1798); кладбищенская Введенская церковь (1717); Троицкая церковь (1600); Покровская церковь (1751); Входоиерусалимская церковь (1731); Богоявленский собор (1757); Преображенский собор (1733); Воскресенский собор (1691); кладбищенская Казанская церковь (1821); Вознесенский женский монастырь (1752); церкви Троице-Сергиева мужского монастыря — Свято-Троицкая (1712), Иоанна Воина (1754), Иоанна Предтечи (1786). |
| - Великолукский уезд: Надбино — церковь Рождества Христова (1760); Ново-Троицк — Троицкая церковь (1836); Михайлово — Успенская церковь (1392), Владимирская церковь (1862); Миритиницы — церковь Св. Троицы (1783), кладбищенская церковь Преп. Марии Египетской (1796); Леи — церковь Успения (1782); Медведово — Покровская церковь (1772); Лакновать — церковь Богоявления (1788); Костьково — Георгиевская церковь (1863); Каменка — Вознесенская церковь (1759); Иваньково — церковь Богоматери Ахтырской (1813); Дуняни — церковь Арх. Михаила (1712); Вяз — Покровская церковь (1779), церковь Александра Невского (1876); Влицы — церковь Преображения (1795); Хряпи — церковь Нерукотворного Образа (1830); Раменье — церковь Св. Троицы (1785); Новое — церковь Успения (1853); Никольское — часовня Николая (1767); Настцы — церковь Покрова (1774); Назимово — церковь Покрова (1758); Дроздово — церковь Спаса (1845); Горожани — церковь Рождества Богоматери (1771); Бологово — Богоявленская церковь (1774); Чёрный — часовня Николая (1756); Спасское — церковь Нерукотворного Образа (1751); Илай — церковь Св. Троицы (1763); Окний — церковь Успения (1782); Овсищи — церковь Богоматери Тихвинской (1774); Низовичи — церковь Николая (1823); Знаменское — церковь Знамения (1775); Загарье — церковь Николая (1801); Горки — церковь Введения (1805); Черпессы — церковь Покрова (1783); Милолюб — церковь Успения (1813); Марипчелки — церковь Успения (1700); Максимово — церковь Нерукотворного Образа (1804); Липец — Воскресенская церковь (1713); Ильинское — церковь Сретения (1768); Детковичи — церковь Покрова (1813); Борок — церковь Св. Троицы (1760); Купуй — церковь Преображения (1795); Слауй — церковь Св. Троицы (1785); Серебряницы — церковь Богоматери Тихвинской (1744); Петро-Павлово — церковь Покрова (1778); Ново-Богородицкое — церковь Одигитрии (1704); Лукино — церковь Воздвижения (1752); Крутовраг — церковь Прор. Илии (1817); Колюбаки — церковь Успения (1807); Ловно — церковь Покрова (1761); Бутитино — церковь Спаса (1744). |

### Пути сообщения
В XIX веке через Великие Луки проходили почтовые тракты: Новоржевский, Торопецкий и Великолуцко-Витебский. В 1901 году через город проложена Московско-Виндавская железная дорога (Москва — Ржев — Рига — Виндава); в 1907 г. Бологое-Полоцкая железная дорога.

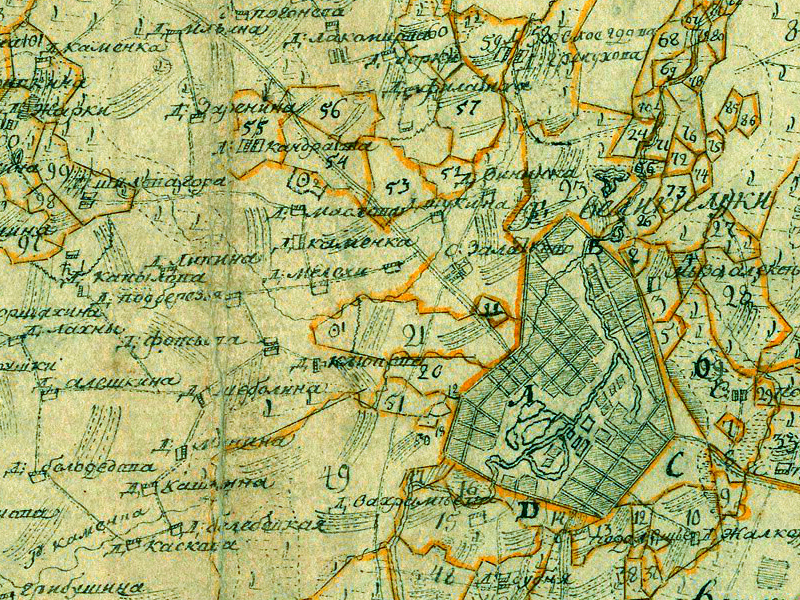
Окрестности Великих Лук в 1780 году
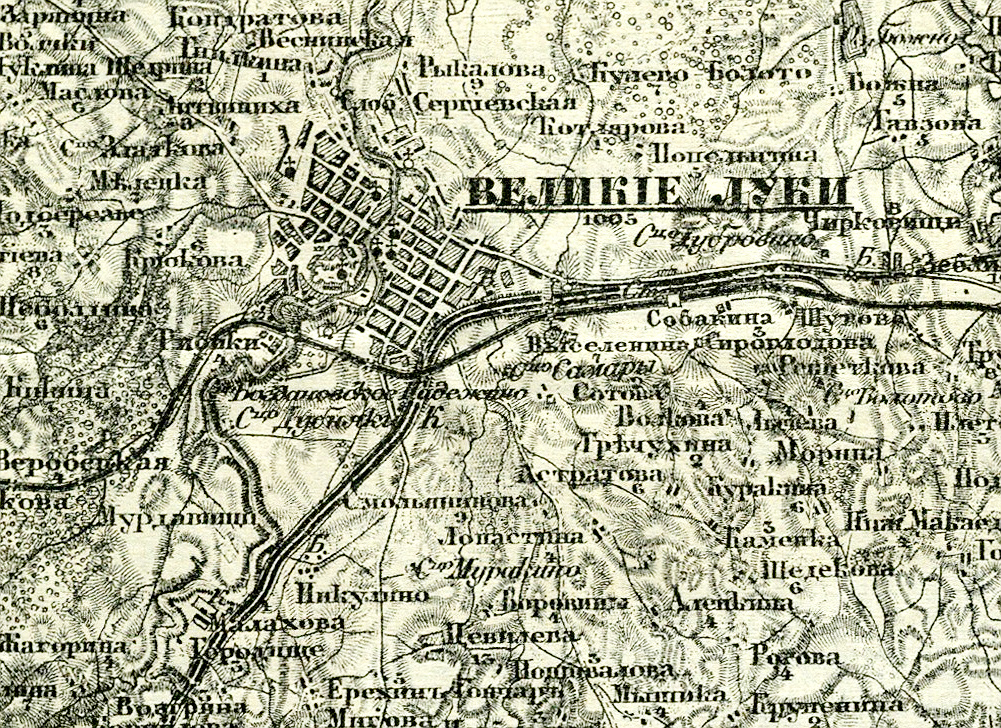
Топографическая карта окрестностей Великих Лук по сведениям 1867 года
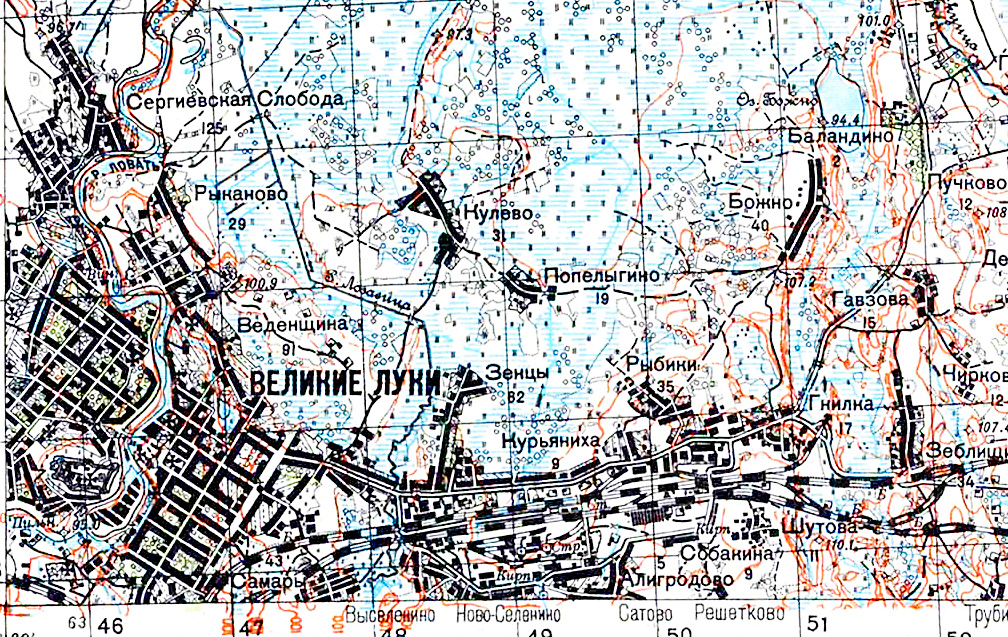
Топографическая карта окрестностей Великих Лук по сведениям 1928 года
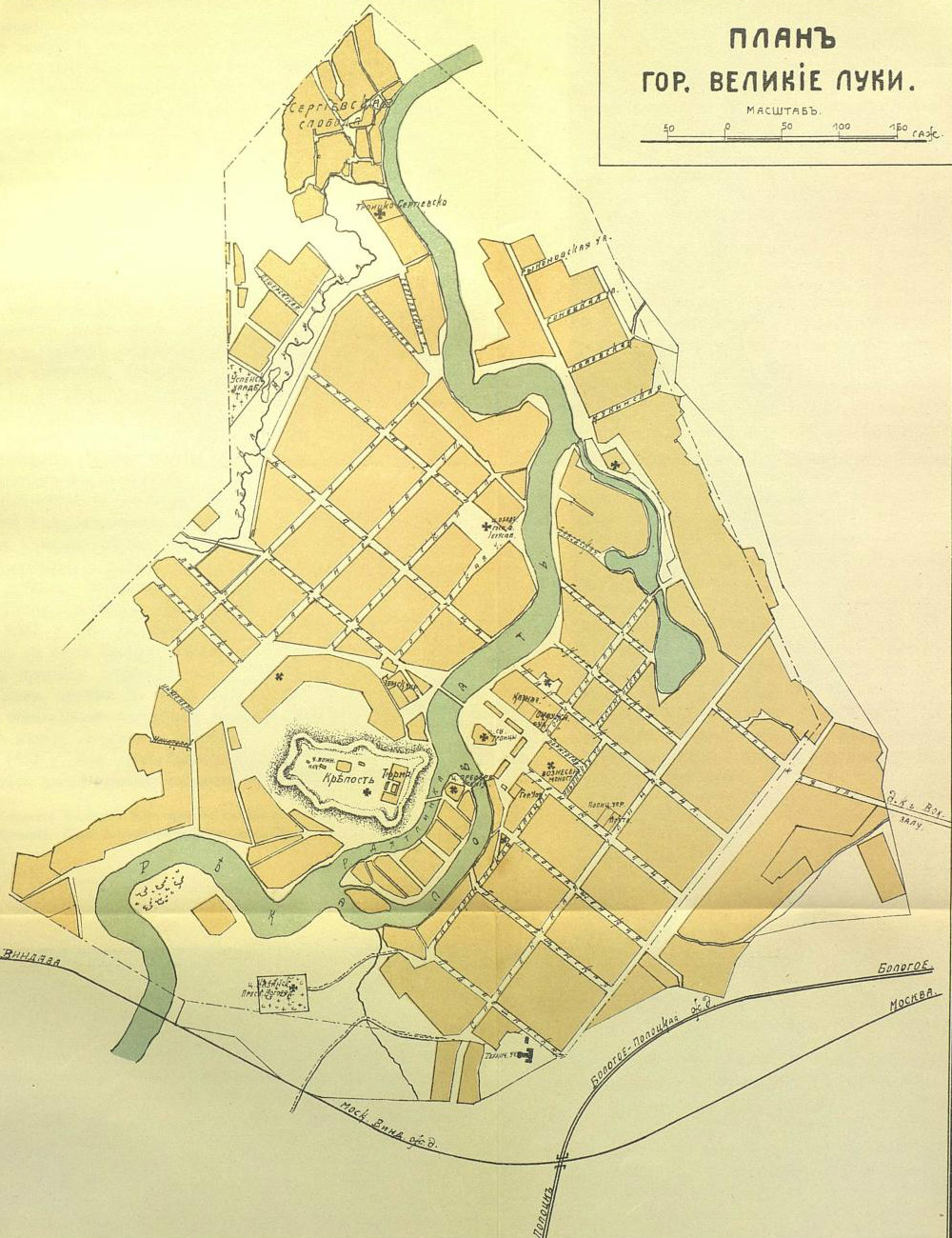
План города Великие Луки (начало XX в.)

## Период с начала XX в. — до сегодняшнего времени

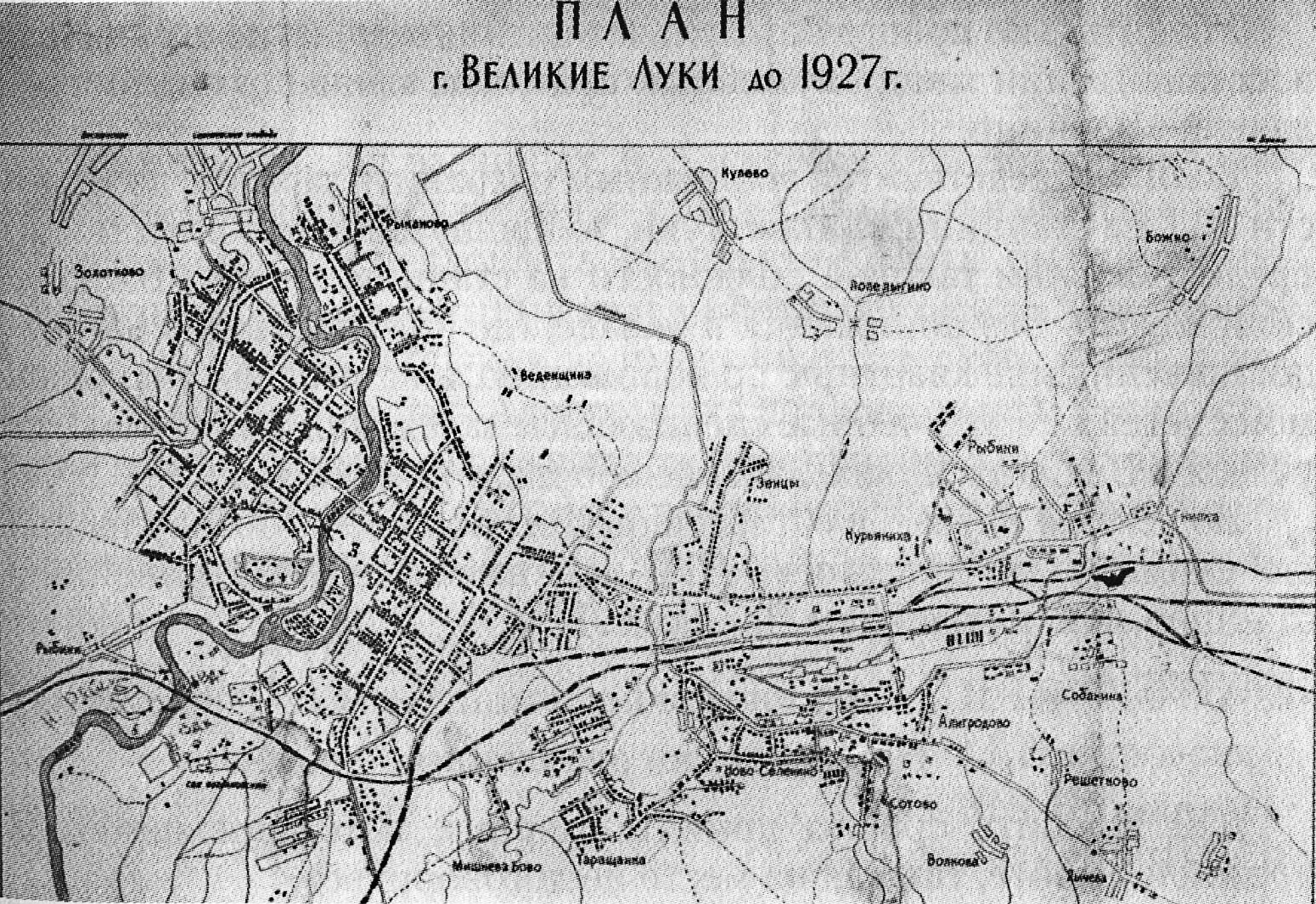
План города Великие Луки (1927 г.)
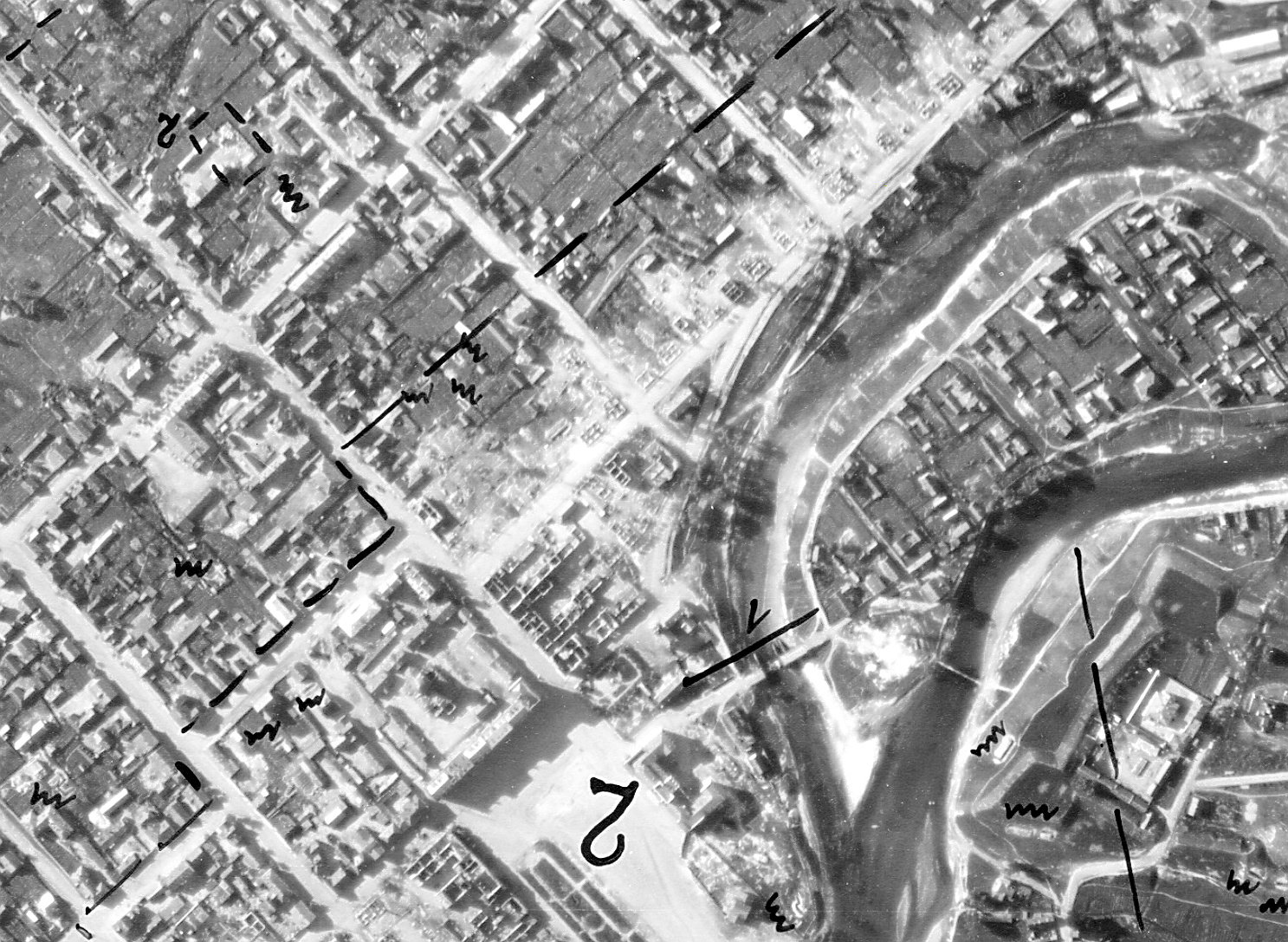
Предвоенный вид с воздуха на остров Дятлинка и крепость Великих Лук (1941 г.)
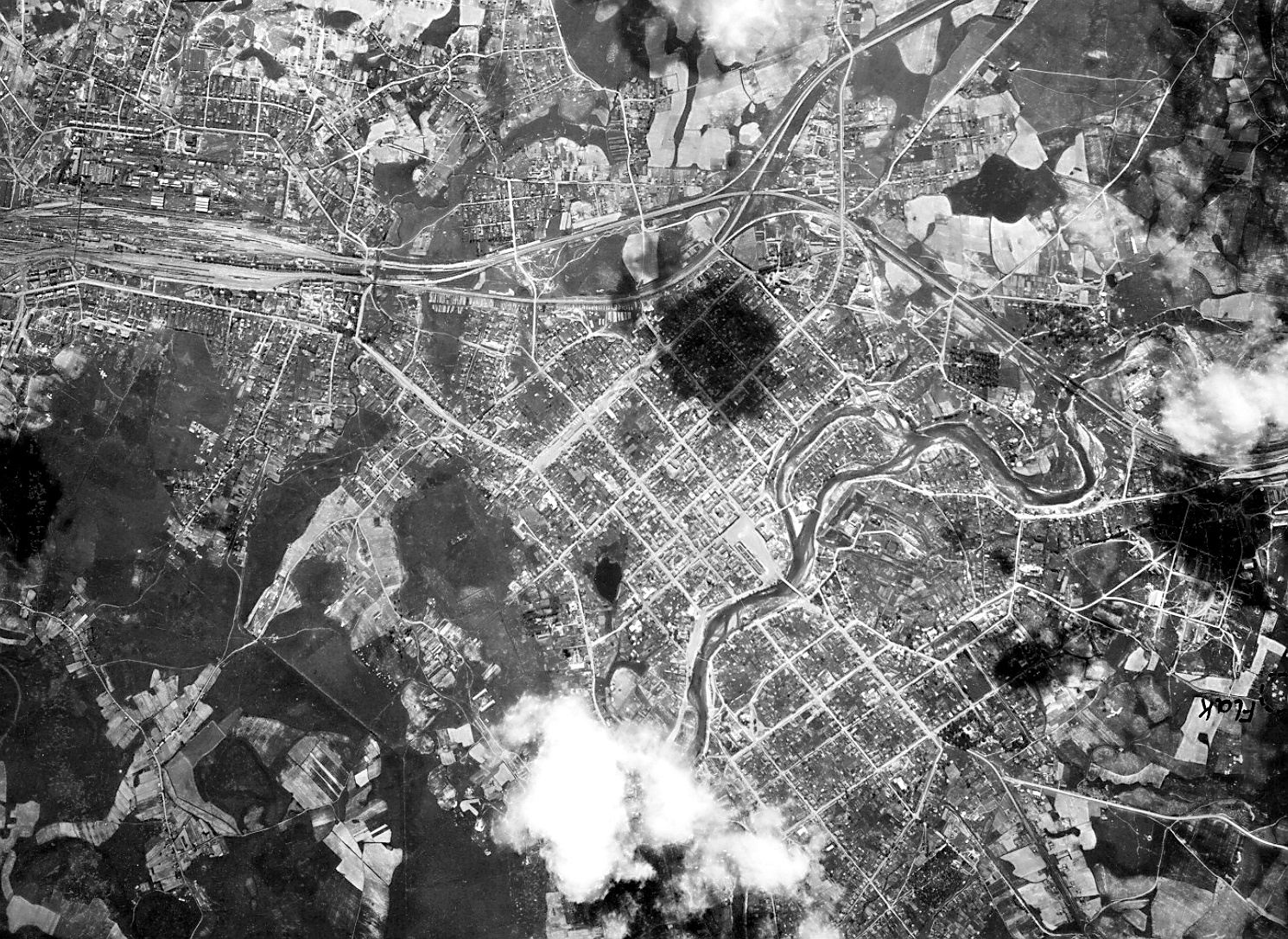
Общий обзорный вид с воздуха на предвоенный город (1941 г.)
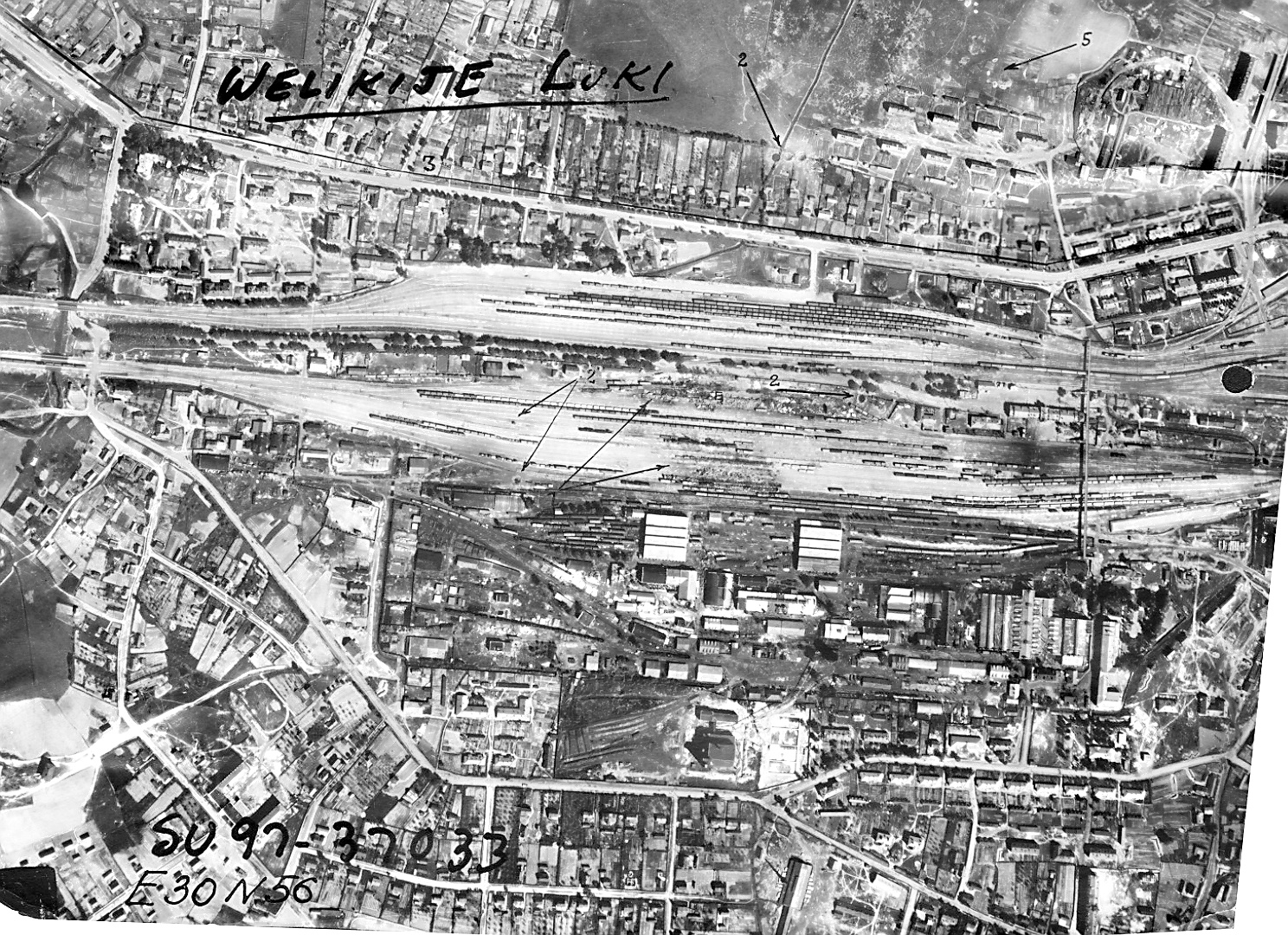
Предвоенный вид с воздуха на железнодорожный вокзал Великих Лук (1941 г.)

1 ноября 1905 года Псковский губернатор сообщал: «Главнейшими центрами, где политическая жизнь достигала наиболее крупного развития, являются два города: Псков и Великие Луки, первый с населением в 30 тысяч и второй с населением около 10 тысяч. Как в том, так и в другом городах имеются крупные железнодорожные мастерские с количеством рабочих в Пскове около 1000 человек и в Великих Луках до 3000. В обоих городах миллионные железнодорожные сооружения».— Иванова П. Е. Великие Луки. Справочник для туристов. Л., 1968
Первая мировая война

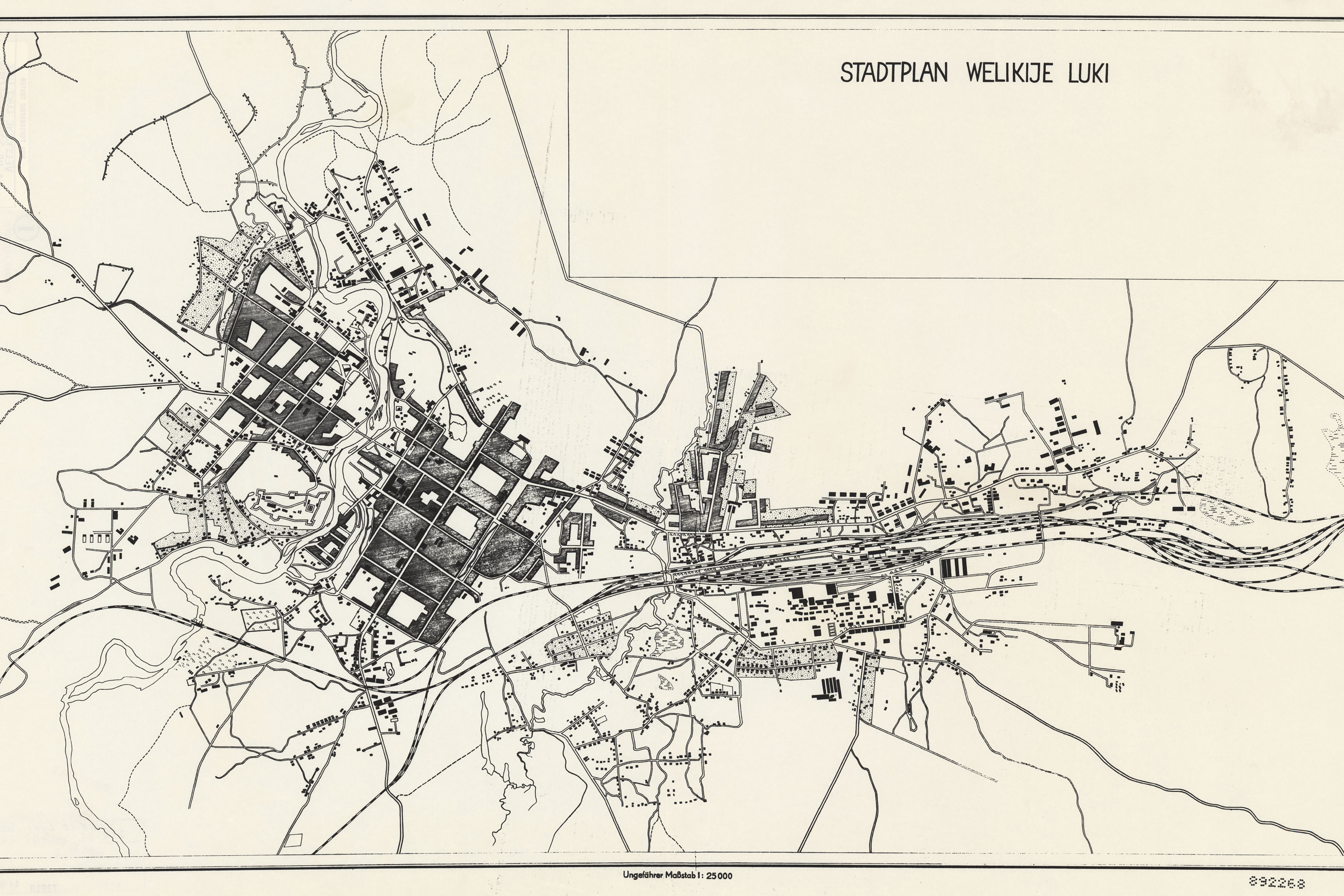
Довоенный немецкий план города Великие Луки в 1940 году

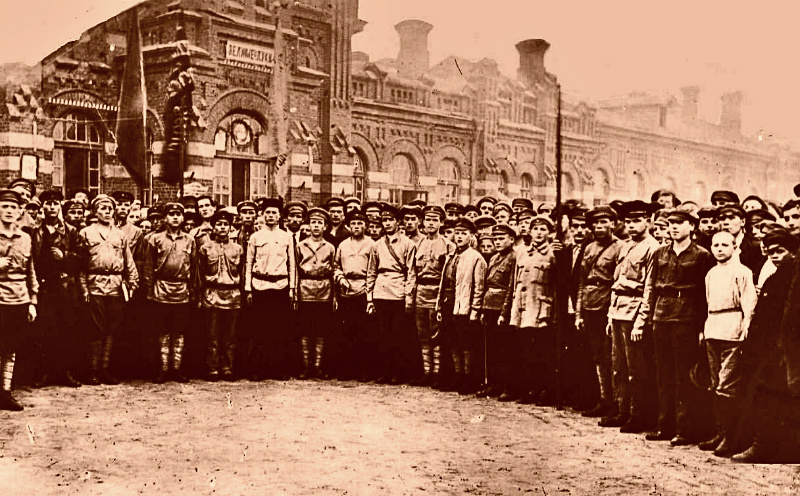
У вокзала Великих Лук отряд железнодорожников перед отправкой на фронт

Первый послевоенный архитектурный облик и обзорный вид на возрожденный из руин и заново отстроенный город. (Проспект Ленина, начало 1960-х гг.)

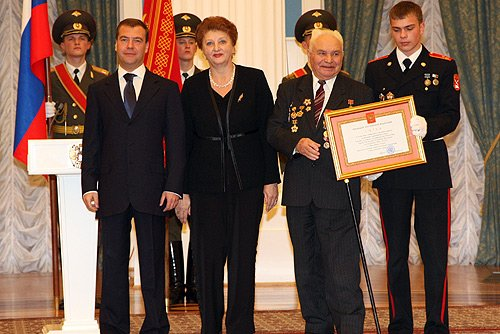
Выступление на церемонии вручения грамоты о присвоении почётного звания «Город воинской славы» Великим Лукам

В годы Первой мировой войны Великие Луки — тыловой город, здесь находились лазареты для раненых. В августе 1915 г. по заказу Артиллерийского ведомства Военного министерства великолукские мастерские стали изготовлять корпуса для фугасных гранат.
В 1918—1919 гг. Великие Луки были прифронтовым городом. Были сформированы и отправлены на фронт Великолукский красноармейский полк имени Бебеля, затем второй пехотный полк, отряды Красной Армии имени Великолукского и Богородицкого Советов, 1-я легкая батарея, 1-я Великолукская крепостная и крестьянские роты, конвойная команда, бронепоезд и другие подразделения.
Гражданская война
В период Гражданской войны и оккупации Пскова (германскими войсками, а затем отрядами Булак-Балаховича) Великие Луки исполняли роль губернского города. В который временно были перемещены советские губернские и уездные учреждения, одно время здесь работало даже эвакуированное правительство Советской Латвии. В городе и окрестностях дислоцировались тыловые красноармейские части.
Межвоенное время
С 1927 года город Великие Луки стал назначенным центром новообразованного Великолукского округа.

### Великая Отечественная война
За свою историю город разрушался несколько раз, а во время Великой Отечественной войны был фактически стёрт с лица земли. Тридцать три дня, в июле — августе 1941 года, продолжалась героическая оборона города на Ловати. 18—21 июля город находился в руках гитлеровцев, но был на время отбит.
В боях за Великие Луки совершили подвиги и погибли шестнадцатилетний боец-ополченец Василий Зверев, Михаил Русаков, Александр Попов и многие другие. Под Великими Луками в феврале 1942 года совершил подвиг, аналогичный подвигу Ивана Сусанина колхозник деревни Куракино Матвей Кузьмин. Совершил героический подвиг Александр Матросов — закрыв своей грудью амбразуру вражеского дзота у деревни Чернушки.
В период немецкой оккупации, начавшейся 25 августа 1941 года в городе было создано еврейское гетто. Его узники в количестве 59 человек были убиты в октябре 1941 года.
В городе действовали подпольные организации, продолжая борьбу с врагом. Подпольные группы были созданы на паровозо-вагоноремонтном заводе и в городской типографии, в локомотивном депо и на электростанции. Немцы выследили подпольщиков и большинство из них (около ста человек), после истязаний были расстреляны. К декабрю 1941 года в районе Великих Лук и в соседних районах Калининской области (с 1990 г. переименован в г. Тверь) уже действовали 55 партизанских отрядов и 32 диверсионные группы численностью более 2000 человек.

За три года своей боевой деятельности (август 1941 — июль 1944) Великолукские партизаны вместе с основной массой населения оккупированных районов вели ожесточенную борьбу с немецко-фашистскими захватчиками. За этот период партизанами спущено под откос 751 воинский эшелон врага, 15 бронепоездов, уничтожено 552 паровоза, 6098 вагонов и платформ, подбито 3048 танков и автомашин, взорвано и сожжено 1309 железнодорожных и шоссейных мостов, 39683 рельсы, разрушено 546 километров телефоно-телеграфных линий связи, разгромлено 86 гарнизонов противника, истреблено 46482 немца, ранено 27712, взято в плен 1164 фашиста.— Иванова П. Е. Великие Луки. Справочник для туристов. Л., 1968
17 января 1943 года в ходе Великолукской наступательной операции (24-25.11.1942 — 20.01.1943) Красной армии город был освобождён. Впервые гитлеровские войска попали, практически одновременно, в два «котла» — под Сталинградом и под Великими Луками. Окружённые соединения и части были уничтожены или сдались в плен, и под Сталинградом и в Великих Луках. Уличные бои за освобождение Великих Лук были настолько ожесточёнными, что город прозвали «Малым Сталинградом».
Г. К. Жуков о Великолукской операции сказал так: 

Сражение в районе Великих Лук, которое иногда не без основания называют Сталинградской битвой в миниатюре, вошло в летопись Великой Отечественной войны как одна из успешных операций. Своими действиями части и соединения 3-й Ударной армии притянули на себя и сковали на довольно узком 50-километровом фронте в общей сложности до 10 дивизий противника, не позволив использовать их на других направлениях.— 
Было награждено более 14 000 бойцов и командиров, а маршал К. К. Рокоссовский награждён двумя Золотыми Звёздами. Более 20 земляков стали Героями Советского Союза.
Как отмечала районная чрезвычайная комиссия в акте от 27 декабря 1944 года: «…территория 12 сельсоветов превращена в пустыню, сожжены и разрушены 348 сел и деревень, в них 6978 жилых и хозяйственных построек». Ущерб оценивался в один миллиард семьсот тридцать миллионов рублей. Из призванных в Красную Армию около 35 тысячи человек: погибли — 8650 человек на фронтах, около 200 партизан и 56 подпольщиков; расстреляно и замучено 8325 мирных жителей (то есть каждый седьмой житель). После освобождения Великие Луки лежали в руинах, из 3391 дома — 3083 были разрушены или сожжены.

### После войны
Трудовой героизм великолучан, их энтузиазм, горячее желание восстановить разрушенное войной, возродили город на Ловати. Главным восстановителем города стал созданный правительством трест «Великолукстрой». В 1945 году Великие Луки были включены в число 15 древнейших городов, подлежавших первоочередному восстановлению. Перед Великой Отечественной войной численность городского населения перешагнула 50 тысячный рубеж. В годы войны население сократилось до 5 тысяч; однако через два года после освобождения Великих Лук в городе уже числилось около 30 тысяч жителей.
С 22 августа 1944 по 2 октября 1957 Великие Луки были административным центром Великолукской области РСФСР. В тот период существовал Великолукский областной комитет КПСС.
В честь 40-летия освобождения за трудовые и ратные заслуги Великие Луки были награждены Орденом Отечественной войны I степени. В октябре 2008 года Великим Лукам присвоено звание «Город воинской славы».

## Календарь памятных и знаменательных дат
| Дата                                                     | Событие |
| -------------------------------------------------------- | --- |
| 1166                                                     | Первое упоминание о городе в Новгородской летописи. |
| 1167                                                     | Сожжение Лук Смоленским и Полоцким князьями. |
| 1198                                                     | Сожжение посада Лук литовцами и полочанами. |
| 1211                                                     | Строительство новгородцами крепости в Луках. |
| 1406                                                     | Псковские летописи впервые именуют город Великими Луками. |
| 1478                                                     | Вхождение Великих Лук в состав Московского Княжества. |
| Начало XVI в.                                            | Упоминание о Великолуцкой Троицко-Сергиевской обители. |
| Январь 1564                                              | Великие Луки в годы Ливонской войны стали сборным пунктом царских войск для похода на Полоцк.                                                                  |
| 4-7 сентября 1580                                        | Героическая оборона Великих Лук от войск польского короля Стефана Батория.                                                                                     |
| 1611                                                     | Страшное разорение Великолукской земли отрядом Григория Валева.                                                                                                |
| 1619                                                     | Восстановление города при царе Михаиле Романове. |
| 1643                                                     | Основан великолукский Вознесенский девичий монастырь. |
| 1697                                                     | Учреждена почтовая гоньба от Великих Лук до Пскова. |
| 1704—1708                                                | Постройка в Великих Луках земляной крепости. |
| 1706                                                     | Посещение Великих Лук царем Петром I. |
| 1708                                                     | Вхождение города в Ингерманладскую губернию. |
| 1711                                                     | Формирование Великолукского пехотного полка, удостоенного за мужество и храбрость личного состава в русско-турецкой войне 1877—1878 гг. Георгиевского знамени. |
| 1721                                                     | Создан Городской магистрат. |
| 1724                                                     | В Великих Луках была построена речная пристань. |
| 1752                                                     | Постройка в Великих Луках каменного соборного Свято-Вознесенского храма женского Вознесенского монастыря.                                                      |
| 1777                                                     | Великие Луки становятся уездным городом Псковского наместничества (с 1796 г. — Псковской губернии).                                                            |
| 11 января 1780                                           | Приезд в Великие Луки императрицы Екатерины II. |
| 8 июня 1781                                              | Утверждение гербов городов Пскова и Великих Лук. |
| 3 октября 1790                                           | Открытия первого городского училища. |
| 1795                                                     | Принятие указа Екатерины II об установлении должности городничего в Пскове и Великих Луках.                                                                    |
| 1809                                                     | Открыта Духовная семинария. |
| 1812                                                     | Заключение в деревне Сеньково под Великими Луками международного договора между Россией и Испанией в совместной борьбе против Наполеона.                       |
| 26 июля 1813                                             | Основание Центральной городской библиотеки имени М. И. Семевского.                                                                                             |
| 1821                                                     | Была построена Казанская церковь. |
| 1825                                                     | Посещение Великих Лук Александром I. |
| 27 марта 1865                                            | Состоялось первое земское собрание Великолукского уезда. |
| 1874                                                     | Открыто женское земское училище. |
| 30 августа 1877                                          | Открытие Великолукского реального училища. |
| 1878                                                     | Установлена телеграфная связь между Великими Луками и Псковом.                                                                                                 |
| 1879                                                     | Закончено строительство новой земской больницы. |
| 1882                                                     | Открытие женской гимназии. |
| 1883                                                     | В Великих Луках построена часовня в память императора Александра I.                                                                                            |
| 1898                                                     | Заложен фундамент железнодорожных мастерских и началось строительство великолукского участка новой железнодорожной магистрали.                                 |
| 1898                                                     | Открыт уездный комитет попечительства о народной трезвости. |
| 20 марта 1898                                            | В Великих Луках организовано римско-католическое общество пособия бедным.                                                                                      |
| 23 сентября 1901                                         | Открытие крупнейшего промышленного предприятия города — Главных ж/д мастерских (ВЛРЗ).                                                                         |
| Сентябрь 1901                                            | Начало эксплуатации станции Московско-Виндаво-Рыбинской железной дороги.                                                                                       |
| 1905                                                     | Участие железнодорожников станции Великие Луки во всероссийской забастовке.                                                                                    |
| 1906                                                     | Открытие железнодорожного техникума. |
| 1907                                                     | Прохождение через Великие Луки Николаевской железной дороги.                                                                                                   |
| 1908                                                     | В Великих Луках установлена телефонная связь. |
| 1911                                                     | Основана женская учительская семинария. |
| 1911                                                     | Открытие 2-го городского училища. |
| 1912                                                     | Строительство театра «Модерн». |
| 1913                                                     | Открытие первого кинематографа. |
| 27 октября 1915                                          | Посещение Великих Лук императрицей Александрой Федоровной с дочерьми.                                                                                          |
| 17 апреля 1917                                           | В Великих Луках образовался уездный Совет. |
| 9 ноября 1917                                            | Генерал Краснов прибыл в Великие Луки, стал во главе 3-го казачьего кавалерийского корпуса.                                                                    |
| 23 ноября 1917                                           | В Великих Луках прошёл II уездный съезд Советов. |
| 26 февраля по 25 ноября 1918 и 25 мая по 30 августа 1919 | В городе Великие Луки установилась Советская власть. Временно становится Губернским городом.                                                                   |
| 23 марта 1918                                            | Сформирован 1-й Великолукский пехотный красноармейский полк.                                                                                                   |
| 11 апреля 1918                                           | При Великолукском уездном исполкоме образован уездный штаб Красной Армии.                                                                                      |
| 1919                                                     | Открытие городского драматического театра, музыкальной школы, музея.                                                                                           |
| Июнь 1919                                                | Проходил I губернский съезд комсомола Псковской губернии. |
| 17 сентября 1919                                         | Выход в свет первого номера городской газеты «Великолукская правда».                                                                                           |
| 1920                                                     | Создание противотуберкулезной службы. |
| 1 марта 1924                                             | Образовано Великолукское РАЙПО. |
| 9 сентября 1927                                          | Создание Великолукского округа в составе Ленинградской области.                                                                                                |
| Октябрь 1927                                             | Открыт Дом культуры имени В. И. Ленина. |
| 21-22 января 1928                                        | Принят в эксплуатацию Великолукский аэропорт. |
| 7 ноября 1929                                            | Организована сельхозартель «Великолукское» (поселок Переслегино).                                                                                              |
| 1929                                                     | Построен 2-й кирпичный завод. |
| Ноябрь 1930                                              | Вступление в строй городской телефонной станции. |
| 1932                                                     | Установлена новая городская электростанция. |
| 1933                                                     | Открыт стадион спортивного общества «Спартак». |
| 1934                                                     | Великие Луки становятся районным центром Калининской области.                                                                                                  |
| 1935                                                     | Вступление в строй трикотажно-перчаточной фабрики, нового хлебозавода, промкомбината, горпищекомбината, мясокомбината.                                         |
| 21 декабря 1936                                          | В Великих Луках начал функционировать городской водопровод. |
| 5 июля 1941                                              | Формирование Великолукского народного ополчения. |
| 21 июля 1941                                             | Первое освобождение города от немецко-фашистских захватчиков и начало 33-дневной обороны города.                                                               |
| 25 августа 1941                                          | Оккупация города немецко-фашистскими захватчиками. |
| 25 января 1942                                           | Начало деятельности Великолукского городского диверсионного партизанского отряда.                                                                              |
| 13 декабря 1942                                          | Начало штурма по освобождению города Великие Луки от немецко-фашистских захватчиков.                                                                           |
| 17 января 1943                                           | Освобождение города Великие Луки от немецко-фашистских захватчиков.                                                                                            |
| 1943                                                     | Открылось городское ремонтно-строительное арендное предприятие.                                                                                                |
| 1944                                                     | Созданы организация «Великолукскстрой», завод ЖБИ-2, кондитерская фабрика.                                                                                     |

| Дата             | Событие |
| ---------------- | --- |
| 22 августа 1944  | Образование Великолукской области (упразднена в 1957 г). |
| 14 октября 1944  | Основаны Великолукские центральные ремонтно-механические мастерские («Лесхозмаш») и «Великолукский машиностроительный завод» («Торфмаш», «Велмаш»).                                  |
| 1 ноября 1945    | Постановлением СНК СССР о включении Великих Лук в число 15 древнерусских городов, подлежащих первоочередному восстановлению.                                                         |
| 14 ноября 1945   | Восстановление областного драматического театра. |
| 5 февраля 1946   | Возобновлено регулярное автобусное движение по городу. |
| 1946             | Для населения города стала работать «Скорая помощь». |
| 1946             | Открыт ПЛ № 16. |
| 1948             | Открытие братского воинского захоронения. |
| 1948             | Открытие первой в городе музыкальной школы имени М. П. Мусоргского. |
| 1948—1949        | Сооружена водонапорная плотина на реке Ловать. |
| 1 мая 1949       | Открытие лодочной станции и парка культуры и отдыха; первый цветной фонтан «Колос» начал работать на пл. Ленина.                                                                     |
| 6 июня 1949      | Установлен бюст А. С. Пушкину (ск. В. А. Алексеев). |
| 1951             | Открыт кинотеатр «Родина». |
| 23 февраля 1951  | Установлен бюст маршала К. К. Рокоссовского (ск. З. М. Азгур). |
| 9 октября 1951   | Строительство Великолукской мебельной фабрики. |
| 24 марта 1952    | Организован Великолукский строительный колледж. |
| 1954             | Основана Великолукская трикотажная фабрика («Тривел»). |
| 1954             | Построен каменный мост через реку Ловать (проспект Ленина). |
| 25 июля 1954     | На могиле А. Матросова открыт памятник (скульптор Е. Вучетич). |
| 2 февраля 1954   | Создано великолукское училище механизации сельского хозяйства № 4. |
| 1955             | Начало работы станции юных техников. |
| 1957             | Организован молочный комбинат. |
| 2 октября 1957   | Город Великие Луки вошёл в состав Псковской области. |
| 4 декабря 1957   | Создана Великолукская государственная сельскохозяйственная академия (ВГСХА). |
| 20 марта 1958    | Строительство Великолукского льнокомбината. |
| 25 марта 1958    | Образован Великолукский рыбокомбинат. |
| Октябрь 1959     | Организован завод высоковольтной аппаратуры («ЗЭТО»). |
| 1960             | На Театральной площади (ныне Рокоссовского) открылся цветной фонтан «Каменные цветы» (по проекту А. К. Логинова).                                                                    |
| 30 июля 1960     | На северо-восточном Неплюевом бастионе крепости открыт «Обелиск Славы» — памятник воинской славы в честь воинов 24-х национальностей, погибших в боях за город (скульптор М. Поорт). |
| 12 октября 1960  | Создание Великолукского завода «Реостат». |
| 16 октября 1960  | Основание АО «ВЭЛИ» — Великолукского завода «Электроприбор». |
| 1961             | Вступил в строй Великолукский льнокомбинат. |
| 1962             | Появился Филиал Санкт-Петербургского университета путей сообщения (ПГУПС). |
| 1965             | Построено новое здание медицинского училища, открытого в 1930 году. |
| 21 марта 1966    | Из состава Великолукского завода высоковольтной аппаратуры выделен самостоятельный завод — Великолукский завод электротехнического фарфора.                                          |
| 12 мая 1966      | Сооружение обелиска в честь 800-летия города. |
| 4 июня 1966      | Создан Великолукский завод железобетонных конструкций. |
| 1966             | Построена гостиница «Юбилейная». |
| 1966             | Строительство кинотеатра «Спутник» (ныне — здание библиотеки имени М. И. Семевского).                                                                                                |
| 1967             | В городе появилось телевидение. |
| 1967             | Вступила в строй высоковольтная линия электропередачи Полоцк — Велики Луки. |
| 1967             | Открылся учебный пункт СЗПИ. |
| 1968             | Построен Дом культуры Ленинского комсомола. |
| 12 марта 1968    | Организован Великолукский завод резинотехнических изделий и игрушек. |
| 1970             | Открытие художественной школы. |
| 1970             | Создана Великолукская государственная академии физической культуры и спорта (ВЛГАФК).                                                                                                |
| 14 августа 1971  | Открылся Музей комсомольской славы имени Героя Советского Союза А. М. Матросова. |
| 1973             | Рождение 100-тысячного гражданина Великих Лук. |
| 9 мая 1974       | На западном бастионе крепости был установлен танк Т-34, в ознаменование подвига воинов-танкистов.                                                                                    |
| 1975             | Построение автодорожного железобетонного моста через реку Ловать. |
| 1975             | Начало работы ВЗЩА. |
| 1979             | Вступил в строй опытный завод «Микрон». |
| 3 ноября 1979    | Установлен бюст академику И. М. Виноградову. |
| 12 января 1983   | Город Великие Луки награждён орденом Отечественной войны I степени. |
| 1983             | На пл. Калинина установлен Обелиск в честь 40-й годовщины освобождения города от немецко-фашистских захватчиков.                                                                     |
| 1985             | На пл. Калинина появился ещё один цветной фонтан. |
| 1983             | Открыта памятная стела на пл. Калинина. |
| 1985             | Открытие Центра эстетического воспитания. |
| 1985             | Создание завода «Полимермаш». |
| 8 мая 1985       | Открыт памятник «Вечный Огонь Славы» на площади имени А. Матросова. |
| 28 июля 1986     | Святослав Рихтер — известный пианист дал в городе единственный концерт. |
| 14 сентября 1986 | Открыт мемориальный дом-музей академика И. М. Виноградова. |
| 1990             | Создание коммерческого банка «ВАКОБанк». |
| 5 июня 1991      | Открылся по инициативе писателя И. А. Васильева Дом экологического просвещения. Проведена первая экологическая конференция.                                                          |
| 21 ноября 1991   | Создана Администрация города Великие Луки. |
| 1993             | Реконструирован мост через реку Ловать. |
| 13 мая 1993      | Открыт бюст М. П. Мусоргскому. |
| 1993             | Открыт центр социального обслуживания. |
| 1994             | Создан оздоровительный центр инвалидов. |
| 1994             | Построено новое здание лаборатории СПИДа. |
| 1995             | Открытие филармонии и выставочного зала. |
| 1995             | Состоялась первая служба в отреставрированном и восстановленном Свято-Вознесенском соборе.                                                                                           |
| 1996             | Открыт пешеходный мост через реку Ловать. |
| 1996             | Открыто отделение дневного пребывания для пенсионеров и инвалидов. |
| 1996             | Открыты мемориальные доски маршалу Г. К. Жукову, писателю И. А. Васильеву, вице-адмиралу А. И. Непенину.                                                                             |
| 1996             | Восстановлена часовня Александра Невского. |
| 1996             | Избрание первой Великолукской Городской Думы. |
| 18 июня 1996     | Открытие Музея истории образования. |
| 1996             | В Великих Луках начинают проводиться международные встречи и чемпионат России по воздухоплаванию.                                                                                    |
| 1997             | Приняты в эксплуатацию Дома ветеранов войны и труда, реабилитационный центр для детей и подростков с ограниченными возможностями.                                                    |
| 7 мая 2001       | Открытие стелы мемориального комплекса «Ступинская высота». |
| 28 октября 2008  | Городу Великие Луки присвоено почетное звание РФ «Город воинской славы». |

## Альбом

Исторические фотографии
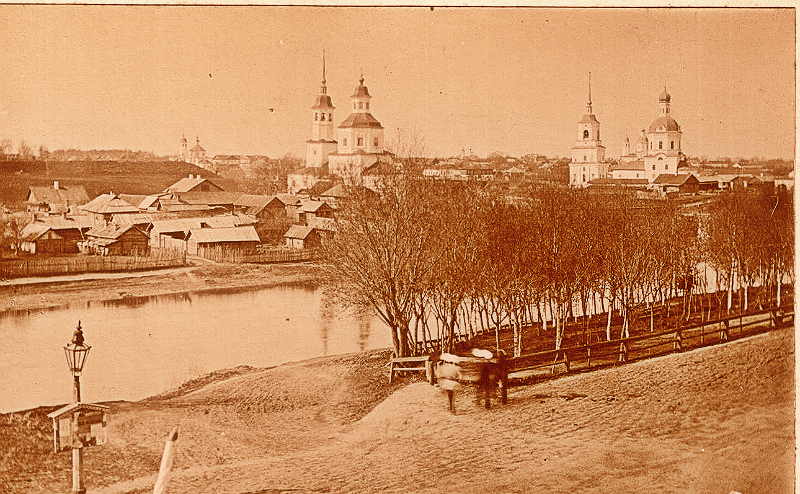
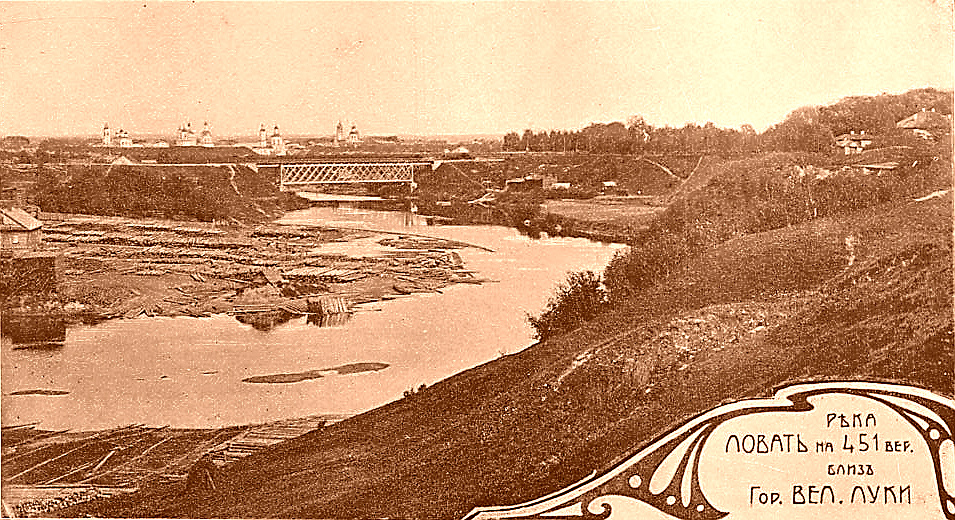
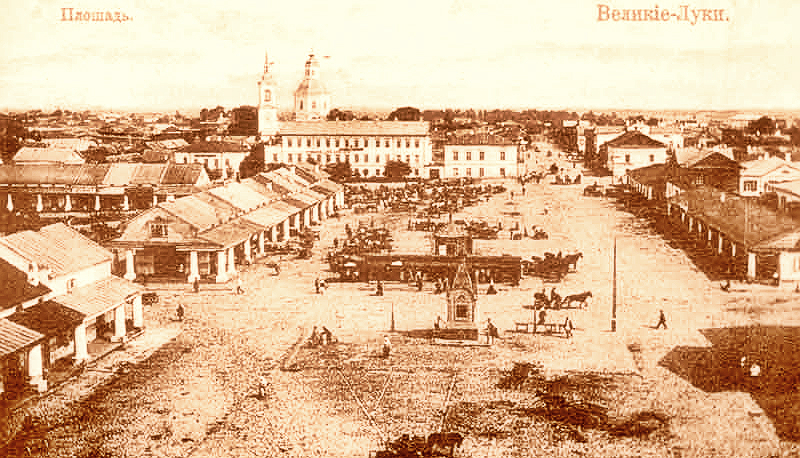
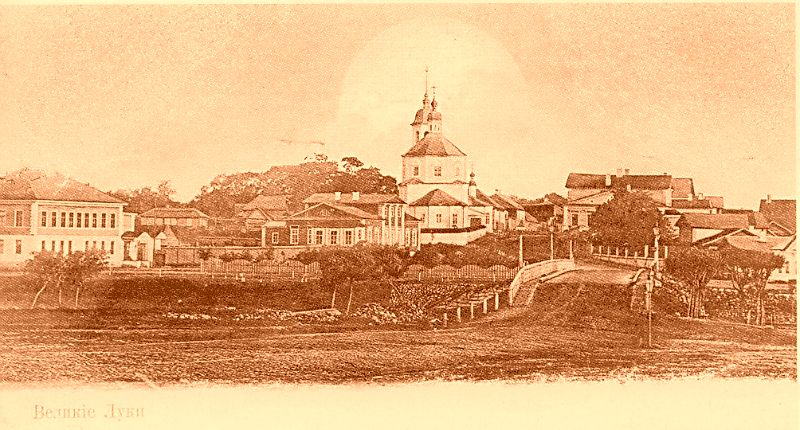
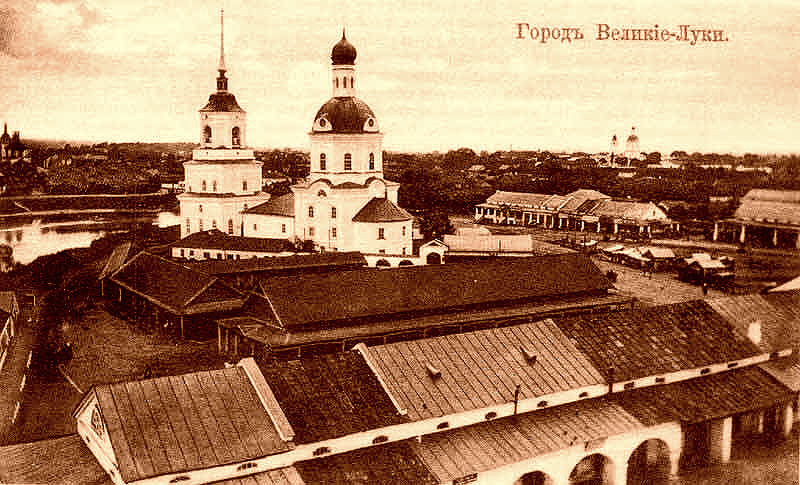
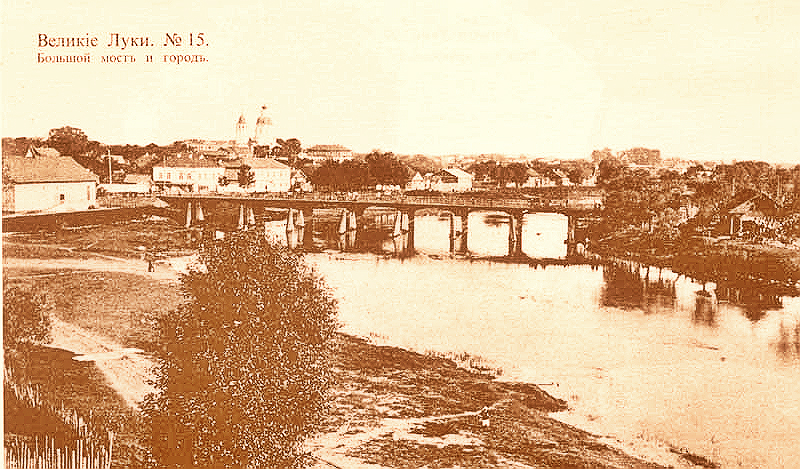
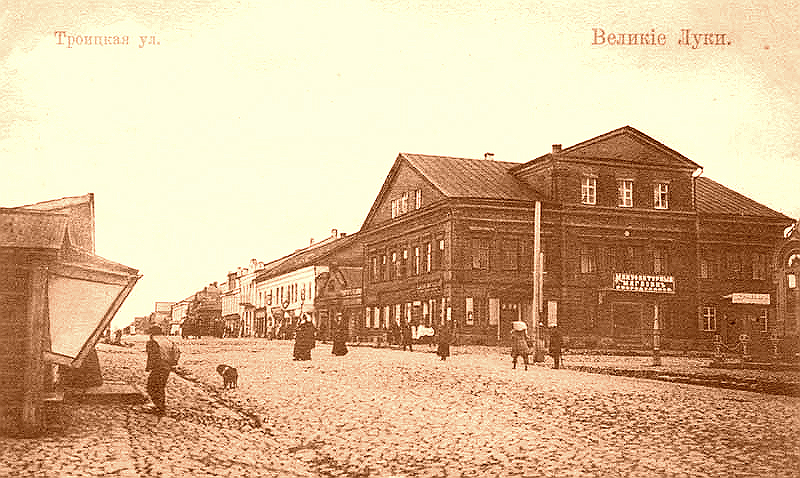
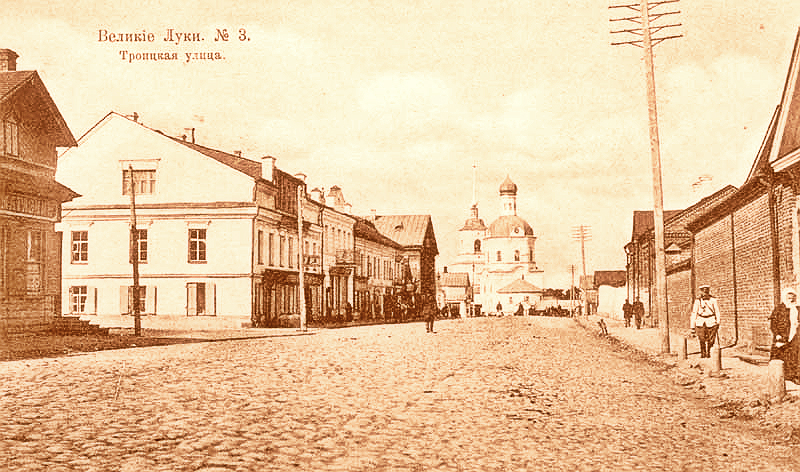
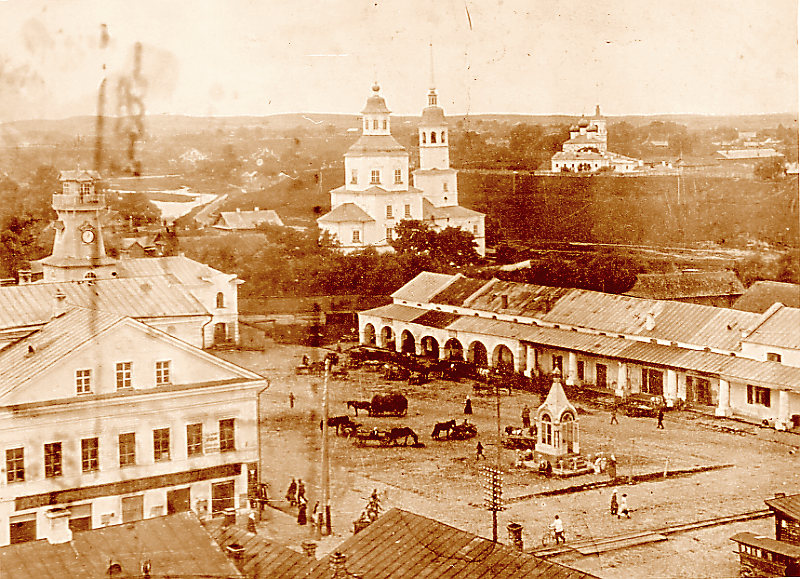
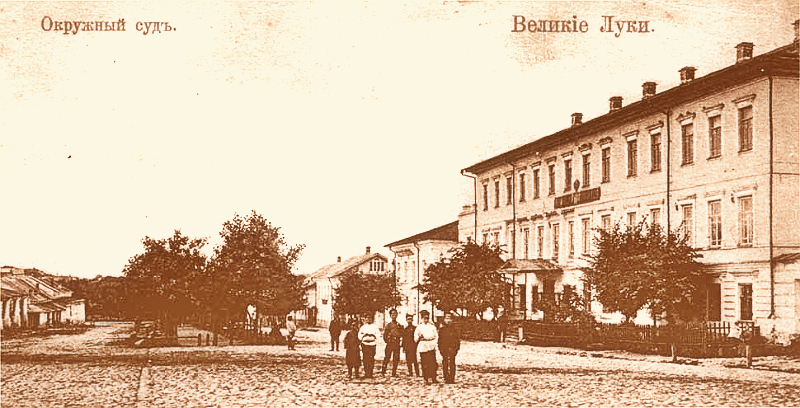
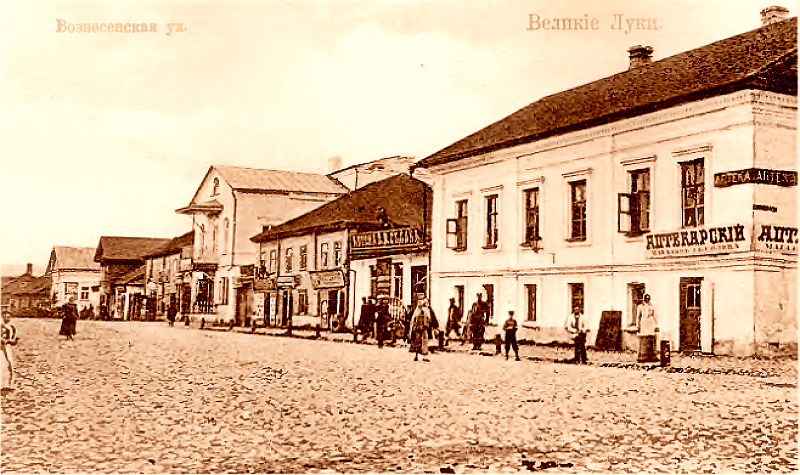
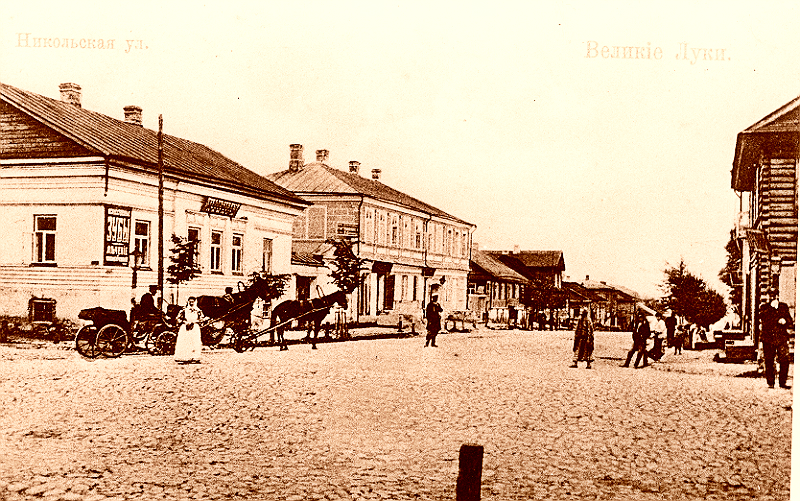
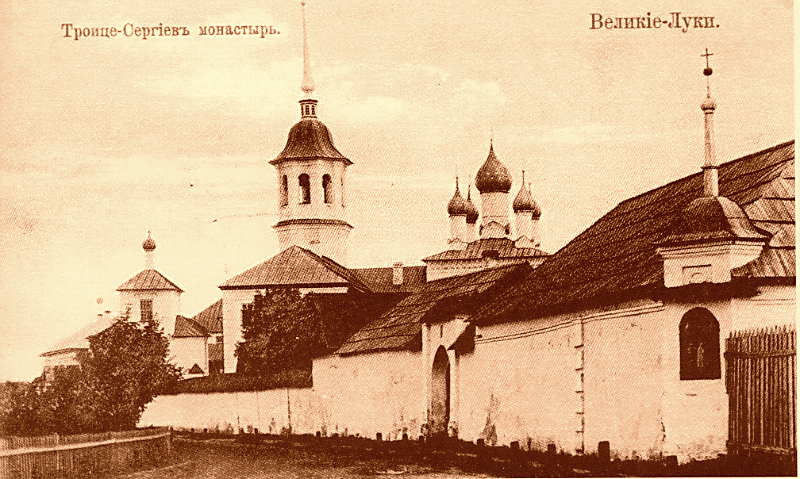
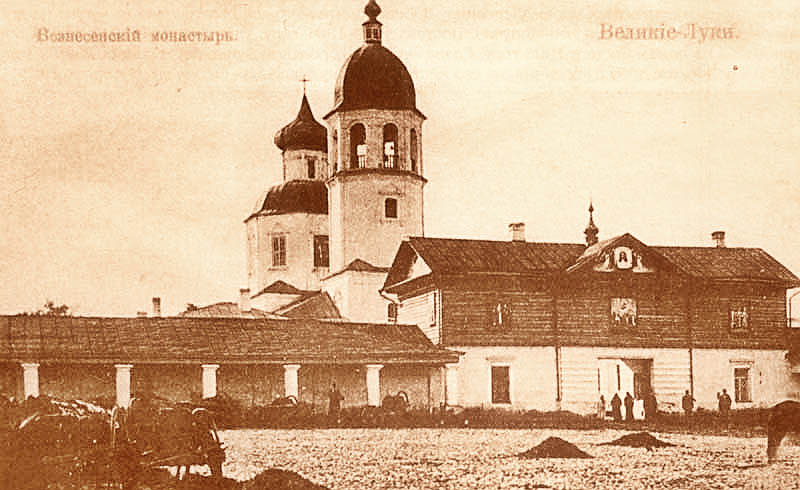
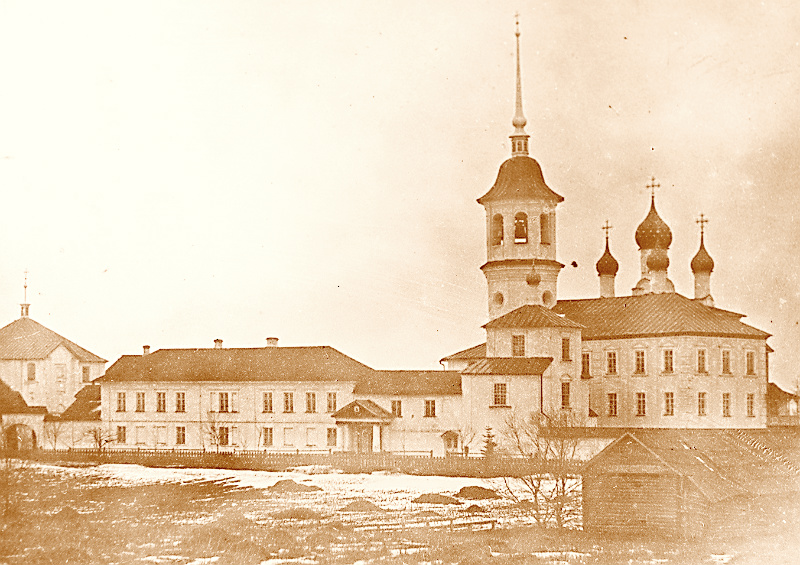
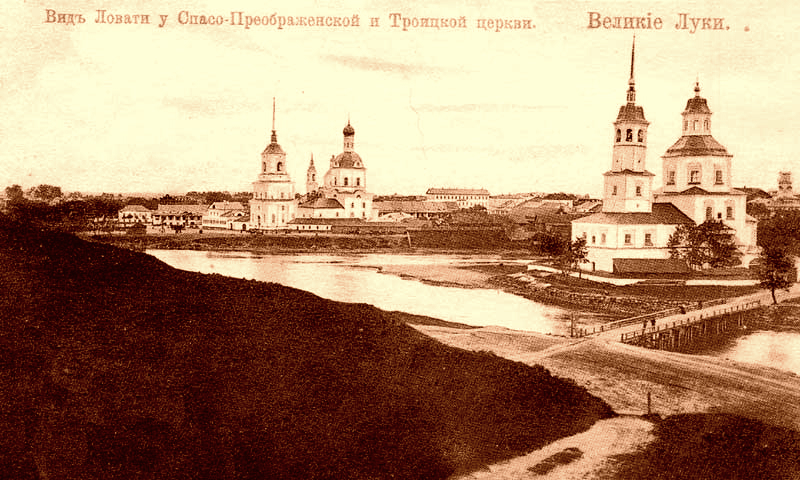
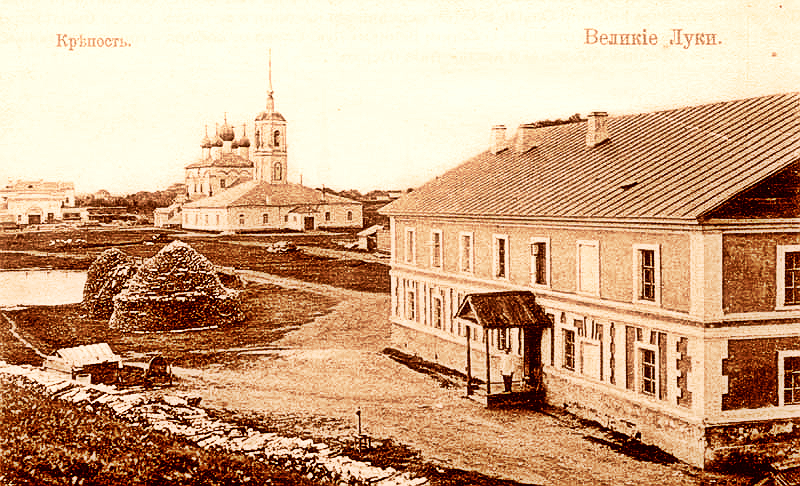
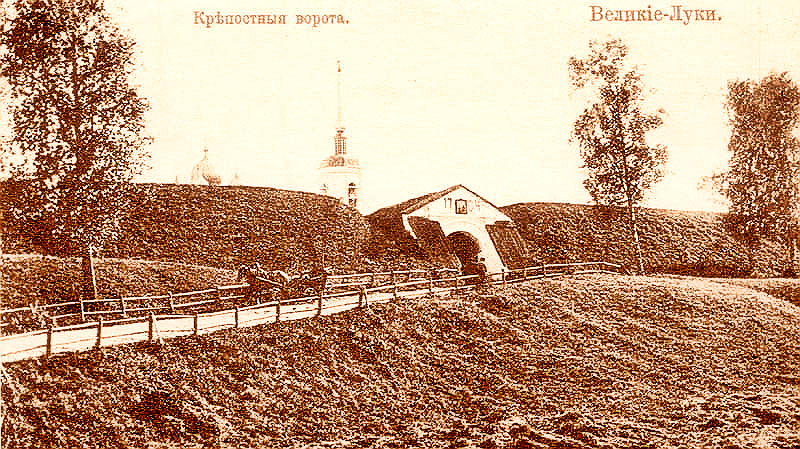
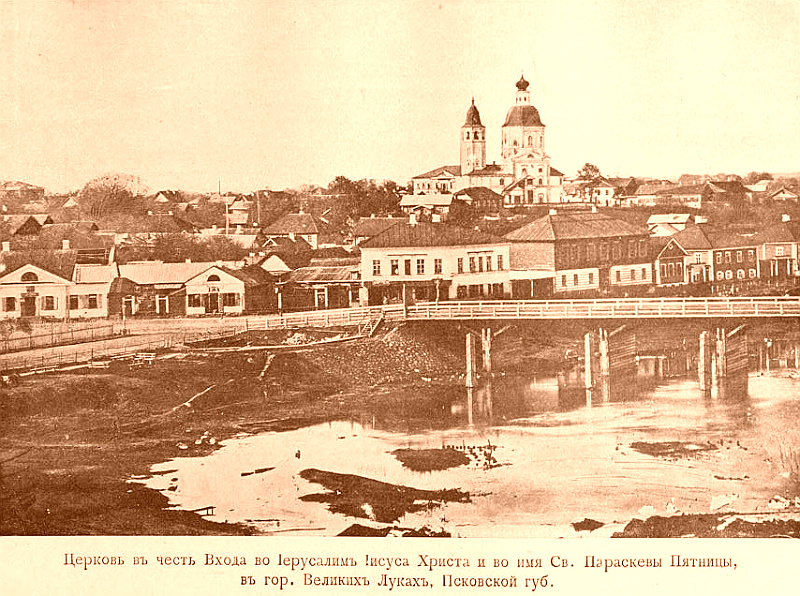
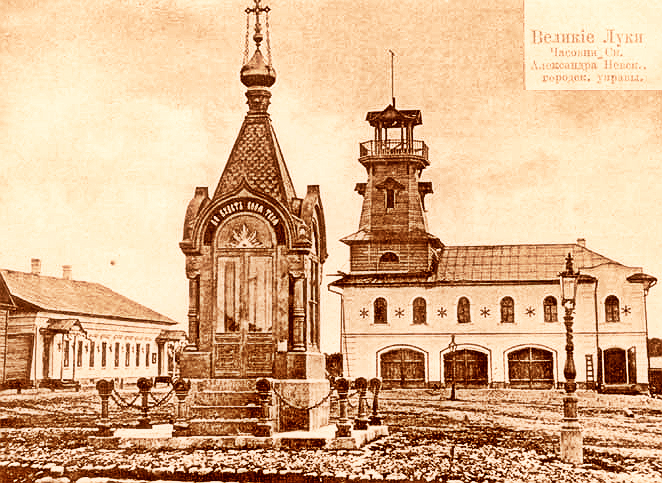